# 麻生太郎
麻生 太郎（あそう たろう、1940年〈昭和15年〉9月20日 - ）は、日本の政治家、実業家、元射撃選手。自由民主党所属の衆議院議員（15期）、自由民主党最高顧問、志公会会長。中曽根康弘世界平和研究所会長。
内閣総理大臣（第92代）、副総理兼財務大臣（第17・18・19・20代）、内閣府特命担当大臣（金融）（第2次安倍内閣 - 菅義偉内閣）、デフレ脱却担当大臣（第2次安倍内閣 - 菅義偉内閣）、外務大臣（第132・133代）、総務大臣（第3・4・5代）、国民スポーツ担当大臣（第2次小泉改造内閣・第3次小泉内閣）、情報通信技術（IT）担当大臣（第2次森改造内閣）、経済財政政策担当大臣（第2代）、経済企画庁長官（第53代）、文部政務次官（竹下改造内閣）、衆議院財政構造改革特別委員長、衆議院外務委員長、衆議院石炭対策特別委員長、自由民主党総裁（第23代）、自由民主党副総裁（第17代）、自由民主党幹事長（第44・46代）、自由民主党政務調査会長（第44代）、自由民主党経理局長を歴任した。1976年モントリオールオリンピックの射撃競技のクレー射撃・スキートにて、日本代表として出場したオリンピック選手でもあり、日本クレー射撃協会の第11代会長を務めた。

## 概説
学習院初等科、学習院中・高等科を経て、学習院大学政経学部を卒業後、麻生産業に入社し、麻生セメント（現：株式会社麻生）の社長や日本青年会議所の会頭などを経て、1979年（昭和54年）衆議院選挙に初当選。以後、1983年（昭和58年）の落選を除き、当選回数15回を数える。相続した自宅は25億円など政界有数の資金力を有する。
経済企画庁長官（第53代）、経済財政政策担当大臣（第2代）、自由民主党政務調査会長、総務大臣（第3代・第4代・第5代）、外務大臣（第137代・第138代）、自由民主党幹事長を経て2008年自由民主党総裁選挙において、第23代自由民主党総裁に選出され、第92代内閣総理大臣に就任した。
第2次安倍内閣で副総理兼財務大臣兼金融担当大臣として入閣した。首相経験者の入閣は幣原喜重郎、宮澤喜一、橋本龍太郎に続き、戦後4人目である。
2021年に同職を退任後は、総裁経験者として初めて自由民主党副総裁に就任。2024年9月からは党最高顧問を務めている。
1976年モントリオールオリンピッククレー射撃（クレー、スキート競技）日本代表（41位）。弟の麻生泰は、学校法人麻生塾や麻生セメントなどを傘下に持つ麻生グループ代表である。また、皇族の寬仁親王妃信子は実妹にあたる。

## 来歴
福岡県飯塚市に麻生太賀吉・和子の長男として生まれる。高祖父が大久保利通、祖父が吉田茂元首相、義父が鈴木善幸元首相、妹が皇族の寬仁親王妃信子という血脈を持つ。小学3年生のころ上京し、学習院初等科に編入。学習院中・高等科を経て、学習院大学政経学部を卒業。大学在学中は射撃部に所属し、射撃の腕を磨いた。

### 世界での事業
父親と親交があった水野成夫が経営する産業経済新聞社の試験を受けるも海外留学を選び、帰国後は、1966年に実家の麻生産業（「株式会社麻生」の初期の中核企業、後に清算）に入社し、1960年代後半にブラジル、サンパウロに1年近く駐在していたことがあると本人は語っている。
その後、1970年から2年間に渡ってシエラレオネにて、同国のダイヤモンド産業国有化政策実施後に地元有力者から鉱区の提供を受けた麻生家の現地駐在員として、ダイヤモンド採掘業に従事していた。

### 帰国後
1973年にセメント事業の分社化の後にグループ中核企業となった麻生セメント（現・株式会社麻生）の代表取締役社長に就任する。これにより炭鉱業からセメント業への転換を成功させた。なお、麻生産業時代に社長業の傍ら、1976年モントリオールオリンピックにスキート射撃の日本代表選手として出場し、41位の結果となっている。

### 政界入り

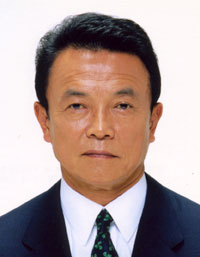
2003年、総務大臣時代の肖像（内閣広報室より）

1979年10月、第35回衆議院議員総選挙に旧福岡2区（現・福岡8区）から出馬、4位（定員5名）で初当選し政界入りする。（当選同期に亀井静香、保利耕輔、船田元、丹羽雄哉、岸田文武、吹田愰、小里貞利など）1982年、自民党青年局局長に就任。
2期務めた後、いわゆる田中判決解散後に行われ自民党が過半数割れした第37回衆議院議員総選挙で5位当選した共産党候補小沢和秋に2600票余り及ばず次点となり落選する その後第38回衆議院議員総選挙で2位の社会党候補に3万6000票余りの差をつけトップ当選し国政に復帰して以降、現在まで全ての総選挙で選挙区当選している。宏池会に所属。
1996年には第2次橋本内閣の経済企画庁長官に就任し、初入閣。1999年1月、党内で長年所属した宏池会を離脱、河野洋平を会長とする大勇会（河野グループ）の旗揚げに参加。
2001年1月、不祥事により引責辞任した額賀福志郎の後任で、経済財政政策担当大臣、情報通信技術（IT）担当大臣、新千年紀記念行事担当大臣に就任。4月、2001年自由民主党総裁選挙に出馬し、小泉純一郎・橋本龍太郎・亀井静香と戦い31票で3位。その後発足した小泉政権では党政務調査会長を務め、その後は総務大臣や外務大臣などを務める。
2004年9月、国民年金保険料未払い期間があったことが判明している（1996年11月から2000年9月までの3年10か月間。経済企画庁長官就任時、国民年金への切り替えを忘れたため）。「未納三兄弟」と呼称されたうちの1人である。
2006年9月、2006年自由民主党総裁選挙に立候補するも当時の内閣官房長官安倍晋三に敗れる（安倍：464票 麻生：136票 谷垣禎一：102票）。安倍新総理の下、引き続き外務大臣を務め、12月、河野グループが解散し、新たに為公会（麻生派）を結成、会長に就任する。
2007年3月20日、衆議院議員在職25年を迎え、衆議院より院議をもって表彰された。同年8月の内閣改造及び党役員人事で、幹事長に就任したが、ほどなく安倍が退陣を表明。9月、2007年自由民主党総裁選挙に立候補し、党員票では福田康夫を僅差で上回ったが、133票差で敗れ（福田：330票 麻生：197票）、1か月で幹事長の座を退く。

### 総理大臣に就任

2008年、首相時代の肖像（内閣広報室より）

翌2008年8月、再び幹事長に就任するも、またしてもひと月後に、総理・総裁の福田が退陣を表明。同年9月の2008年自由民主党総裁選挙に4度目の立候補をし351票を獲得。自民党総裁に就任する。9月24日、第92代内閣総理大臣に就任。麻生内閣を組閣する。首相就任の際、「日本を明るく強い国にする」と述べた。
2009年8月1日、1977年に横田めぐみが北朝鮮工作員に拉致されたとされる新潟市内の現場周辺を、現職首相として初めて視察した。

### 下野へ

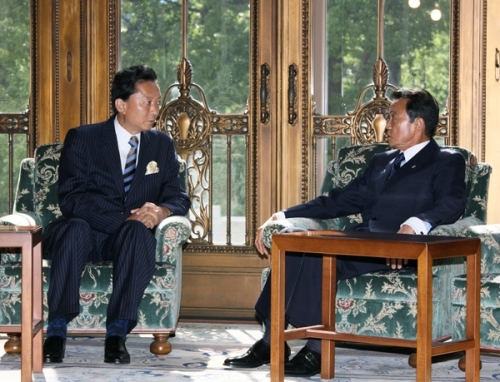
2009年9月14日、政権交代を前に鳩山由紀夫民主党代表（次期総理大臣）と会談する麻生

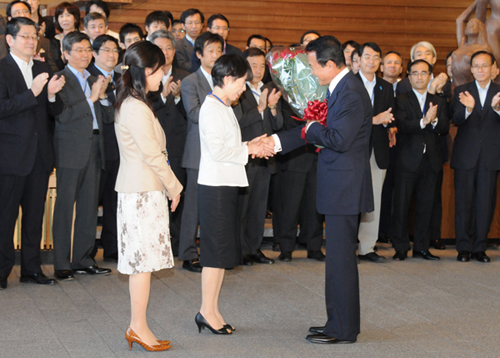
2009年9月16日、内閣総辞職に際して花束を贈呈される麻生

2009年8月30日、第45回衆議院議員総選挙で自由民主党が惨敗、衆議院第1党の座から転落。同日夜に退陣を表明。9月16日午前、内閣総辞職・首相指名選挙前に自由民主党総裁を辞任。同日午前の閣議にて内閣総辞職を決定。同選挙で300を超える議席を獲得した民主党代表の鳩山由紀夫に政権を明け渡すこととなった。麻生は第二次世界大戦終結以前に生まれた最後の内閣総理大臣となった。
野党時代の2012年自由民主党総裁選挙では続投を表明していた谷垣禎一総裁に造反する形で出馬した幹事長の石原伸晃を批判して安倍晋三を支持した。

### 政権奪還後

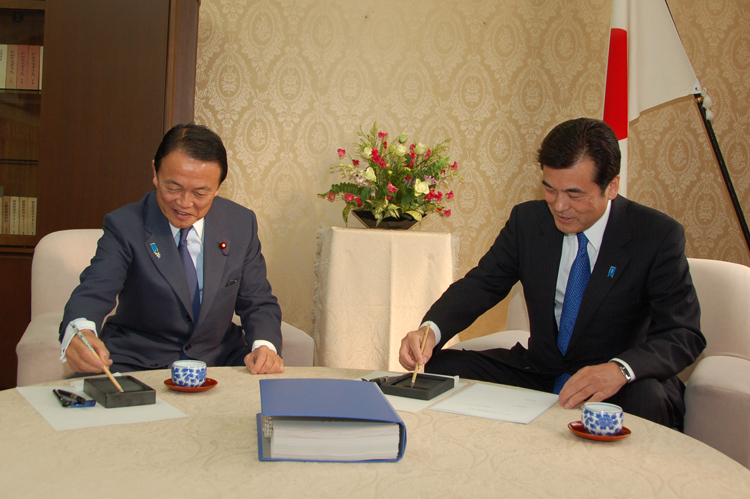
2012年12月27日、前財務大臣の城島光力から事務引継ぎを受ける

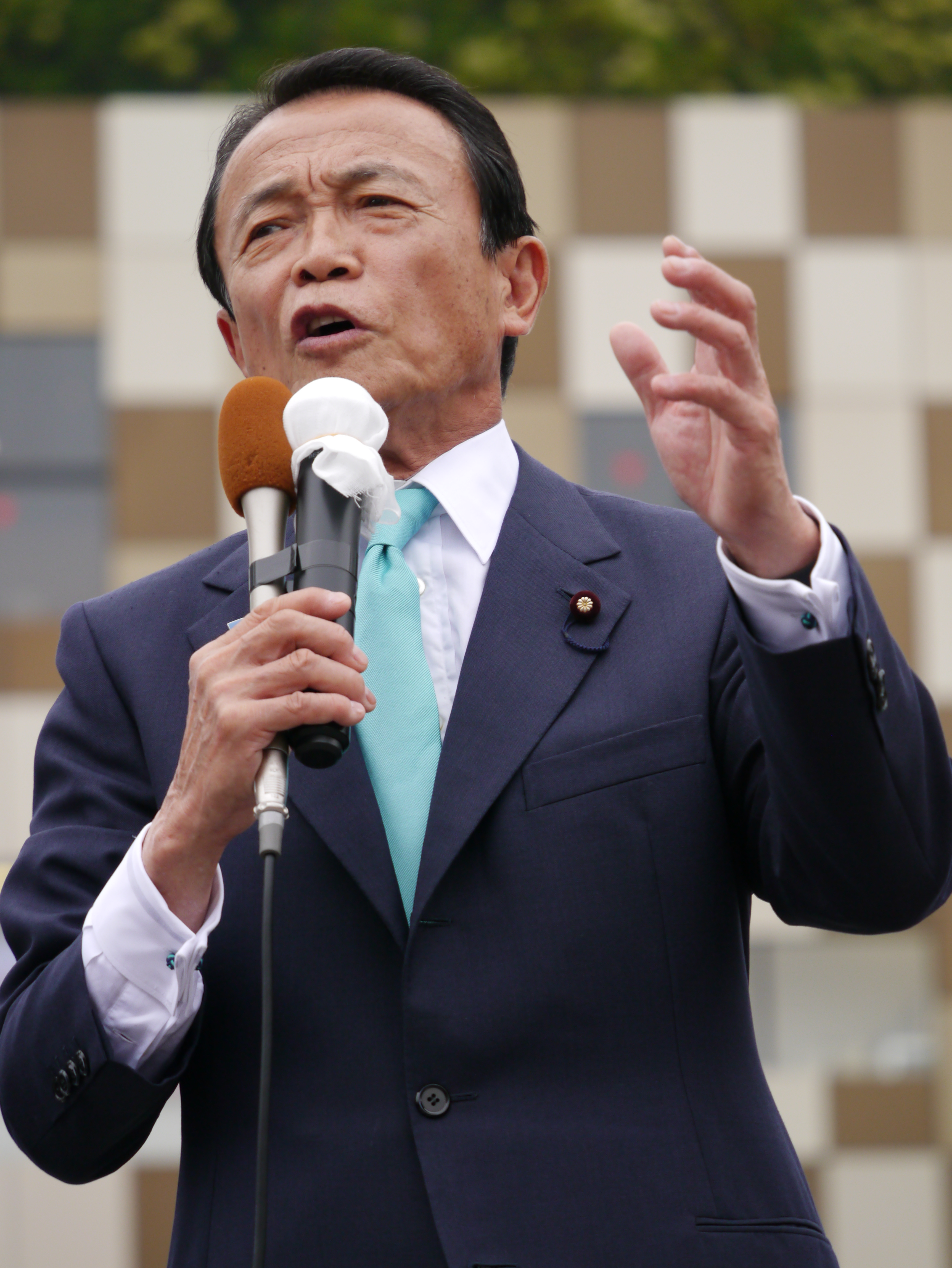
2016年6月22日、センター北駅にて

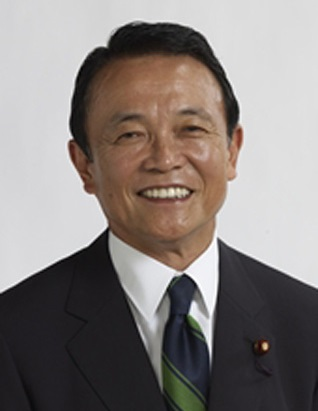
2017年、副総理兼財務相時代の肖像写真（内閣広報室より）

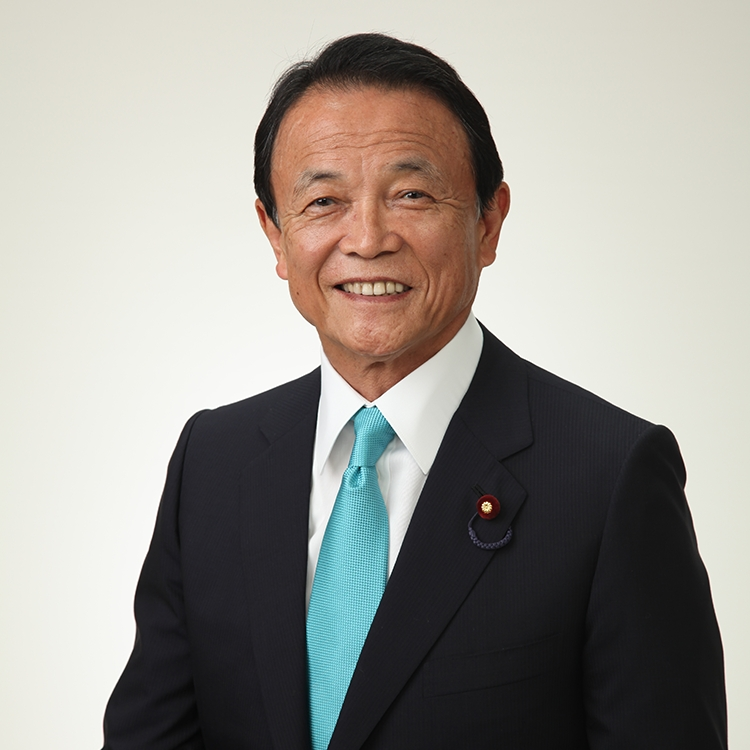
2020年、副総理兼財務相時代の肖像写真（金融庁より）

2012年12月16日の第46回衆議院議員総選挙で自民党が政権を奪還。まもなく成立した第2次安倍内閣では副総理兼財務大臣兼内閣府特命担当大臣（金融）として再入閣した。首相経験者の入閣は第2次森改造内閣（中央省庁再編後）に宮澤喜一が財務大臣、橋本龍太郎が沖縄及び北方対策担当大臣兼行政改革担当大臣として入閣した時以来となる。また、首相経験者が副総理として再入閣するのは第1次吉田内閣の幣原喜重郎以来である。また、内閣総理大臣退任後に財務大臣に就任したのは宮澤喜一以来2人目である。
2017年7月、為公会が番町政策研究所などと合流し志公会（麻生派）が発足、会長に就任。
2020年7月16日、新型コロナウイルスの感染拡大の中、3000人もの出席者を集めて政治資金パーティーを行った。
2021年10月4日、第1次岸田内閣発足に伴い、副総理兼財務大臣兼金融担当大臣を退任。財務大臣としての在任期間は戦後最長となった。また、同月8日に自由民主党副総裁に就任した。
同年10月22日、中曽根康弘世界平和研究所の会長に就任した。
2024年4月23日､ニューヨークのトランプタワーでトランプ前米大統領と会談した｡トランプからロビーで出迎えられ､その際に｢日本だけでなく世界でも非常に尊敬されており､親愛なる友人であるシンゾー(安倍晋三元首相)を通して以前から知っている私の好きな人物だ｣と訪問を歓迎された｡会談は約1時間に及び､トランプ陣営の発表によると日米同盟の重要性､中国や北朝鮮を巡る課題について議論した｡
同年9月30日、石破茂総裁の下、党最高顧問に就任した。同職の設置は中曽根康弘元首相が1994年に退任して以来、およそ30年ぶり。

## 年譜
- 1940年（昭和15年）9月20日 - 福岡県飯塚市に生まれる。
- 1947年（昭和22年）4月 - 自身専用の学校である麻生塾小学校（現在は閉校）に入学。
  - その後、小学3年生のころに上京し、学習院初等科に編入する。
- 1959年（昭和34年）3月 - 学習院高等科卒業。
- 1963年（昭和38年）
  - 3月 - 学習院大学政経学部政治学科卒業。
- 1966年（昭和41年）
  - 8月 - 麻生産業株式会社に入社。
  - 11月 - 麻生産業株式会社の取締役に就任。
- 1973年（昭和48年）5月 - 麻生セメント株式会社の代表取締役社長（1979年12月まで）。
- 1976年（昭和51年）7月 - モントリオールオリンピックにクレー射撃日本代表として出場。
- 1978年（昭和53年）1月 - 社団法人日本青年会議所の会頭に就任（1978年12月まで）。
- 1979年（昭和54年）10月 - 第35回衆議院議員総選挙に旧福岡2区（現福岡8区）から出馬し初当選。
- 1983年（昭和58年）
  - 11月3日 - 鈴木善幸元首相の三女千賀子と結婚。後に一男一女をもうける。
  - 12月18日 - 第37回衆議院議員総選挙で3期目の当選を目指したが落選（75,412票）[注釈 8]。
- 1985年（昭和60年）12月26日 - 九州工業大学の情報工学部の創設が大蔵省から認可され[24]、飯塚市へ国立大学を誘致する。
- 1986年（昭和61年）7月6日 - 第38回衆議院議員総選挙で返り咲き当選（3期目・134,179票）同区の同じ自民党候補に木曜クラブ新人で後に経世会旗揚げや新党さきがけ結成に参加する三原朝彦。以降第50回衆議院議員総選挙まで13回連続当選。
- 1988年（昭和63年）12月 - 文部政務次官に就任（1989年6月まで）}[25]。
- 1990年（平成2年）3月 - 自民党の文教部会長に就任（1990年12月まで）。
- 1991年（平成3年）
  - 1月 - 衆議院石炭対策特別委員長に就任（1991年11月まで）。
  - 11月 - 衆議院外務委員長に就任（1993年5月まで）。
- 1992年（平成4年）12月 - 党外交部会長（1993年8月まで）。
- 1996年（平成8年）11月 - 経済企画庁長官に就任（1997年9月まで）。
- 1997年（平成9年）9月 - 日本会議国会議員懇談会第2代会長に就任（2003年9月まで）。
- 1999年（平成11年）3月 - 党副幹事長に就任（1999年11月まで）。
- 2001年（平成13年）
  - 1月 - 経済財政政策担当大臣、情報通信技術（IT）担当大臣、新千年紀記念行事担当大臣に就任（2001年4月まで）。
  - 4月 - 自民党総裁選に初出馬。4月24日投開票。4人中3位（1位は小泉純一郎だった）。
  - 4月 - 党政務調査会長（2003年9月まで）。
- 2003年（平成15年）
  - 9月 - 総務大臣に就任（小泉内閣）。
  - 11月 - 総務大臣に再任（小泉内閣）。
- 2004年（平成16年）9月 - 国民スポーツ担当大臣を兼任（小泉内閣）。
- 2005年（平成17年）10月 - 外務大臣に就任（小泉内閣）。
- 2006年（平成18年）
  - 9月 - 自民党総裁選に出馬（2度目）9月20日投開票。3人中2位（1位は安倍晋三）。
  - 9月 - 外務大臣に再任（安倍内閣）。
  - 12月15日 - 為公会（麻生派）を設立し、会長に就任。
- 2007年（平成19年）
  - 3月20日 - 衆議院在職25年となり、衆議院本会議で永年在職議員表彰を受ける。
  - 8月27日 - 第1次安倍改造内閣において自民党幹事長に就任。
  - 9月 - 自民党総裁選に出馬（3度目）9月23日投開票。2人中2位（1位は福田康夫）。
  - 10月〜 - 自民党の要職や福田内閣の閣僚に就かず、無役として全国300か所を行脚する。
- 2008年（平成20年）
  - 8月1日 - 福田改造内閣において再び自民党幹事長に就任。
  - 8月10日 - 日本バスケットボール協会会長に就任。
  - 9月2日 - 福田康夫首相の辞任表明に基づく自民党総裁選に立候補（4度目）（5名が出馬）。
  - 9月22日 - 自民党総裁選の投開票。351票で1位当選。第23代自由民主党総裁に就任。
  - 9月24日 - 第92代内閣総理大臣に就任。麻生内閣組閣。
  - 10月26日 - 総理就任後、初の街頭演説を東京都千代田区の秋葉原駅前にて実施。以後全国各地を遊説。
- 2009年（平成21年）
  - 7月21日 - 閣議を開き、衆議院解散を宣言。
  - 8月30日 - 第45回衆議院議員総選挙にて自民党が歴史的敗北を喫し、自身の責任を取って総理総裁職を辞任する考えをTVの選挙特番インタビューにて表明。なお、麻生自身は福岡8区より対立候補を破り当選。
  - 9月16日 - 麻生内閣総辞職、第23代自由民主党総裁・第92代内閣総理大臣を辞任。自民党は下野、民主党政権の鳩山由紀夫内閣成立。
  - 12月9日 - 神道政治連盟国会議員懇談会名誉顧問に就任。
- 2010年（平成22年）6月9日 - 自民党ネットサポーターズクラブ（J-NSC）の最高顧問に就任。
- 2012年（平成24年）12月26日 - 野田内閣 (第3次改造)総辞職に伴い民主党政権終了、自民党の政権復帰（公明党との連立）を受けて、副総理、財務大臣、内閣府特命担当大臣（金融担当）、デフレ脱却担当大臣に就任（第2次安倍内閣）。
- 2015年（平成27年）5月21日 - 副総理としての連続在任期間が876日となり、林譲治を超え、戦後歴代一位となる[26]。
- 2016年（平成28年）9月9日 - 財務大臣としての連続在任期間が1354日となり、大蔵大臣時も含め、池田勇人を超え、戦後歴代一位となる[27]。
- 2017年（平成29年）
  - 7月3日 - 番町政策研究所・天元会との合流により志公会を設立、会長に就任。
- 2018年（平成30年）
  - 2月12日 - 財務大臣（蔵相）としての通算在任期間が1875日となり、宮澤喜一を超え、戦後歴代一位となる[28]。
- 2020年（令和2年）
  - 9月16日 - 副総理、財務大臣、内閣府特命担当大臣（金融担当）、デフレ脱却担当大臣に再任（菅義偉内閣）[29]。菅首相兼自民党総裁除く閣僚20名の中で、唯一の内閣総理大臣兼自民党総裁経験者。
- 2021年（令和3年）
  - 10月8日 - 自民党副総裁に就任。
  - 10月22日 - 中曽根康弘世界平和研究所の会長に就任。
- 2024年（令和6年）
  - 9月30日 - 自民党最高顧問に就任。

## 人物

### 人物像
首相官邸プロフィールによると公称サイズは、身長175 cm（ただし、『1975年度 日本体育協会スポーツ科学研究報告集』のモントリオールオリンピック大会クレー射撃男子代表選手の身長欄によると35歳時点で172.2cm）、体重70 kg。名門の一族に育ち、財閥の元社長でもあるが、本人は「首相の家庭なんて幸せなもんじゃねえ」「両親にほったらかしにされて育った」「生まれはいいが、育ちは悪い」と語っている。口の左端が下がり気味なため雑誌などの似顔絵ではへの字に描かれることが多い。べらんめえ調の軽妙な語り口と歯に衣着せぬ発言で、街頭演説などで聴衆の人気を博す。周囲からは、「明るく気さくな人柄で、親しく付き合えば一方で魅力が伝わる人物」と認識されており、その人柄を評して「半径2メートルの男」とも呼ばれる。
海外留学などの経験から、英語が堪能であり、海外などの公務で媒体の登場時は通訳を介さずに自身の英語で直接スピーチを行っている。内閣総理大臣就任後、アメリカ合衆国大統領バラク・オバマとも2人で会談している。
2013年の財務大臣・中央銀行総裁会議では襟元に毛皮がついた黒のロングコート、斜めにかぶった黒のボルサリーノ帽、淡い水色のマフラー姿をして『ウォール・ストリート・ジャーナル』は「ギャング・スタイル」と評した。

### 信仰

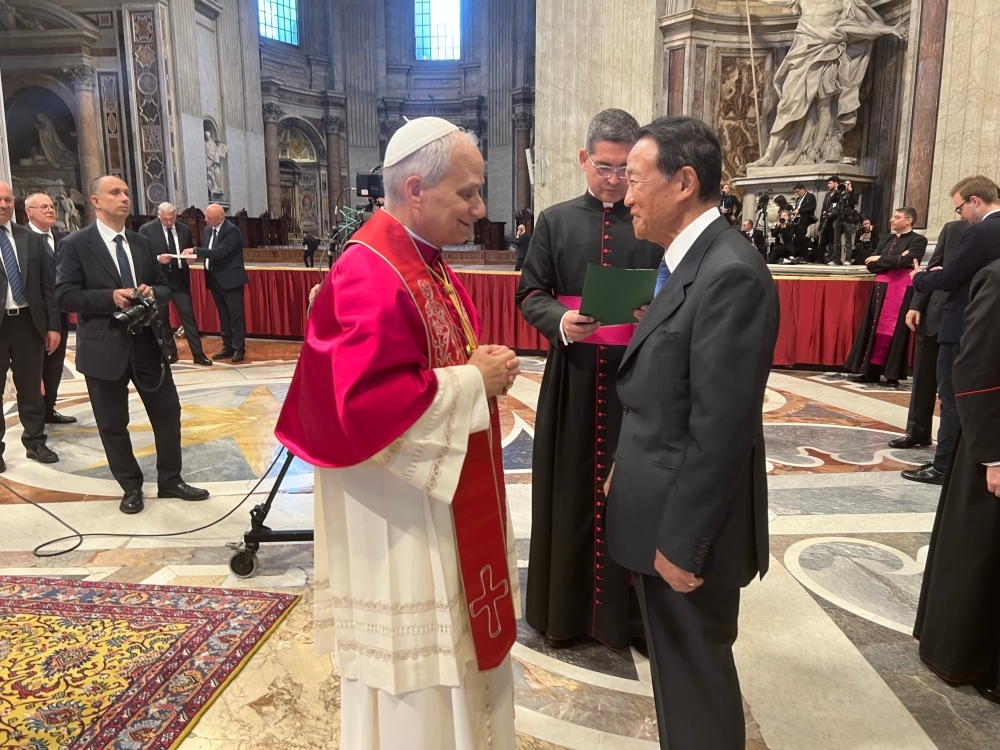
バチカン市国にてレオ14世と（2025年5月18日）

クリスチャン（カトリック）である。洗礼名はフランシスコ。
原敬、高橋是清、片山哲、鳩山一郎、大平正芳、祖父の吉田茂に加えて、7人目のクリスチャン首相であった。
2025年5月18日にバチカンにて行われた、ローマ教皇・レオ14世の就任式には特派大使として派遣された。
靖國神社への参拝も行っている（総理在任時には参拝していない）。また、靖国神社の非宗教法人化を提唱している。終戦の日の8月15日ではなく、春秋の例大祭に合わせて参拝している。
内閣総理大臣在任中の2009年（平成21年）1月4日、伊勢神宮に参拝した。また、神道政治連盟国会議員懇談会の名誉顧問でもある。

### 資産
政界きっての資産家であり、内閣発足時に発表される閣僚資産公開では常にトップである。最新の2020年時点においても、自宅のある東京都渋谷区（25億円）や別荘のある長野県軽井沢町に所有する不動産などで総資産は6億4845万円で、菅内閣ではトップであった。

### クレー射撃
大学時代からクレー射撃を始め、22歳の時全日本選手権を当時の日本新記録で優勝。1974年に行われた第2回メキシコ国際射撃大会に優勝。1974年アジア競技大会では金1つ、銀1つを獲得。1976年モントリオールオリンピック日本代表に選出されるが41位に終わる。それ以来クレー射撃は封印し、以後一度も引き金を引いていない。2000年5月には日本クレー射撃協会会長に就任した。

### 漫画
- 漫画が好きであることが広く知られ[42][43]、漫画について政策や政治論とも関連付けてたびたび語っている[注釈 9]。詳細は後述。

### 喫煙
- 喫煙者であり、40歳のころから葉巻を吸っている。受動喫煙については「嫌な人がおられたらなるべくその人とつきあわないか、吸わないか」と述べている[44]。
- 大臣執務室は麻生自身の判断で禁煙にしておらず、喫煙可能である[45][46]。

### 内閣総理大臣としての評価
- 『産経新聞』は、「あえてここで首相の肩を持ちたい。」と前置きした上で、「麻生政権は外交・内政ともに政策面で大きな瑕疵はなく、少なくとも及第点は与えられるのではないか」とした[47]。
- 『プレジデント』誌は、「存在自体に華があり、その華が首相時代には「軽さ」と見られ、バー通いや些細な失言でメディアに足をすくわれた。」としている[48]。
- 御厨貴は「党内では造反者が続出。打つ手が悉く外れた政権だったとしか言いようがありません。」と評している[49]。

### 家庭連合（旧：統一教会）との関係
- 過去に世界平和統一家庭連合機関紙の思想新聞に名刺広告を出している[50]。
- 家庭連合の関連団体「国際勝共連合」が1986年と1990年の機関紙「思想新聞」で、反共の運動に同調する「勝共推進議員」の名簿を掲載した中に、麻生の名があった[51]。
- 2011年5月10日付の世界平和統一家庭連合（旧統一教会）系の日刊紙「ワシントン・タイムズ」に、妻・千賀子や安倍晋三らと共に全面意見広告を掲載。
- 家庭連合系グループ事業の一環である日韓トンネル研究会では顧問を務める[52]
- 霊感商法などの問題を受け、2022年8月31日、自民党の役員会で、党と旧統一教会（現・世界平和統一家庭連合）との関係を断絶する方針を決定したが[53]、その後の2023年5月26日、麻生がビデオメッセージを送った憲法改正をテーマにしたイベント「安倍晋三名誉会長を偲び、新しい憲法を制定する推進大会」に旧統一教会の信者が多数参加、会場準備のボランティアとして携わっていたことが判明した[54]。統一教会の信者の間で「この大会には毎年、世界平和連合として動員協力をしており、今年も摂理機関本部関係で50名の動員を行うこととなりました」という文書が回されていた[55]。2023年の大会には、少なくともUPF（天宙平和連合）の幹部や事務局、統一教会の元婦人部長、統一教会の協会長、本部関係の人、3人の国際勝共連合関係者らが参加していた[55]。

## 経済政策

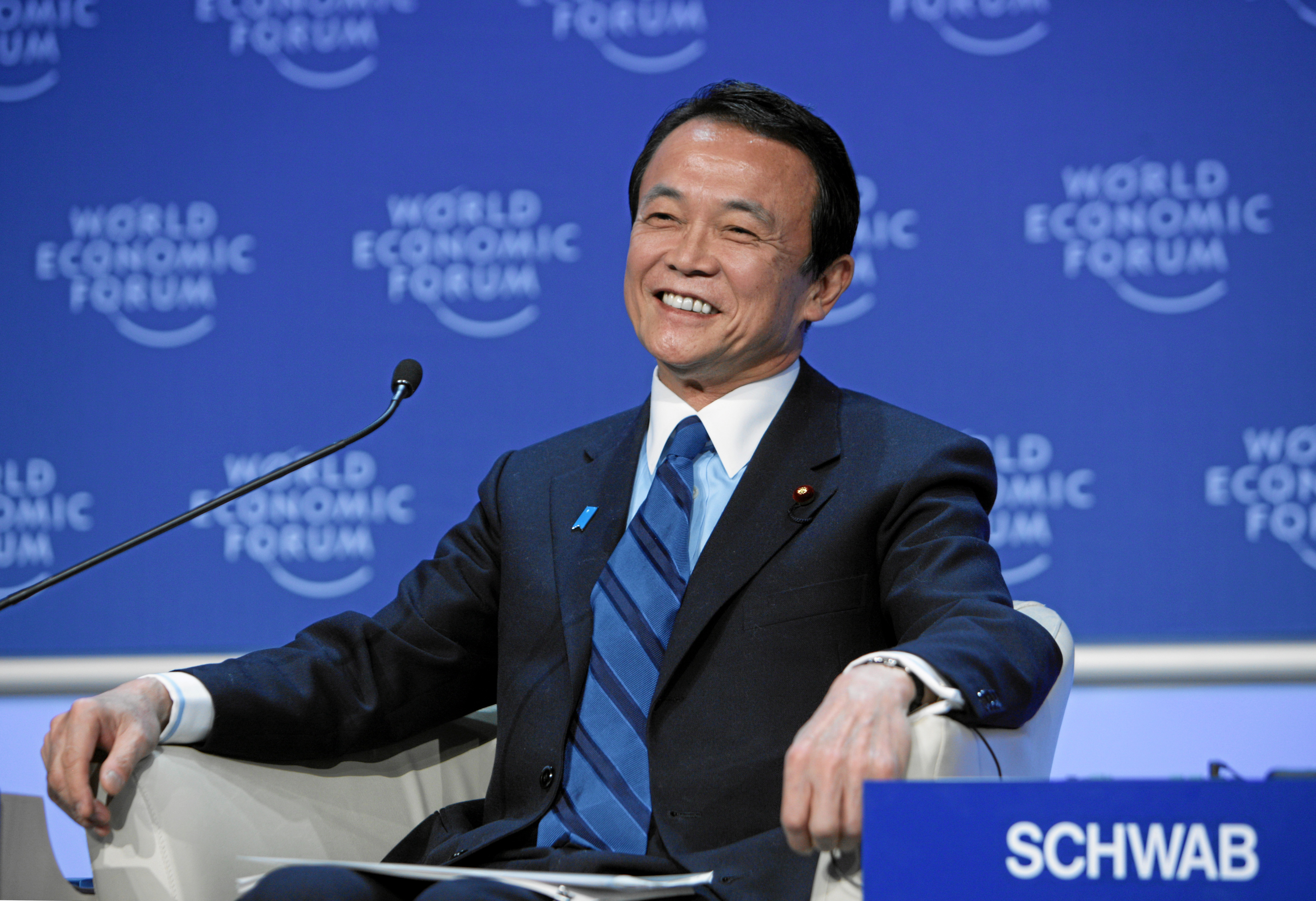
2009年1月31日、世界経済フォーラム年次総会にて

野村総合研究所の主席研究員であるエコノミストのリチャード・クーが「経済政策の理論的支柱」として麻生の財政出動を中心とする政策作りに協力していると朝日新聞で報道されている。
首相時代は定額減税や公共事業を中心とする財政出動に積極的な意向を示しており、財政健全化よりも景気対策の優先を提唱し、財政健全化を目指した小泉政権の構造改革路線を見直し、「基礎的財政収支（プライマリーバランス）の11年度黒字化目標」の延期に言及していた。
消費税の増税に関しては、「もはや、広く薄い負担を税制に追加していくとしたら消費税しかない」 として消費税増税を示唆したが、2008年9月に世界的な金融危機が発生すると「消費税増税を早期に行えば、著しく景気を冷やす」として、当面の増税を見送ると述べる一方で、2011年以降に10%（パーセント）を超える水準まで消費税を引き上げる意向を示した。第二次安倍政権では財務省の代弁者として消費増税を訴えたが最終的には首相判断に従い増税延期を了承した。
労働問題に対しては、「企業の生産活動で得られた付加価値の分配は個々の企業が判断する」と述べ、企業の給与体系に対して国家が介入することに否定的な見解を示した。
首都圏と地方の間の格差問題については、「地方の自立には、きちんと財政出動をやって、道路、交通網を整備しないといけない」として地方経済振興のために公共事業が必要との考えを示している。また、「（地方の）医療、介護が一番しんどいのではないか。病院をつくるより病院と結ぶ道路を造った方が安い」と述べ、道路交通網の整備による緊急医療体制の充実を主張している。一方で地方自治体に対し、地方公務員の給与削減を要請している。

### 内閣総理大臣就任後の主な景気対策

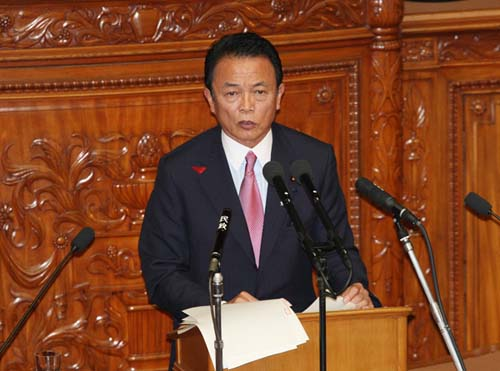
2008年10月1日、衆議院本会議で答弁

2008年（平成20年）10月30日には、リーマンショック以降の世界的な金融危機と景気低迷への対策として事業総額26兆9000億円の追加経済対策を発表。2度の補正予算と2009年（平成21年）度予算の"3段ロケット"として、最終的には75兆円の景気対策を実施した。
主なものとして、
1. 定額給付金の支給（1人1万2000円、65歳以上・18歳以下は1人2万円）
2. 高速道路料金の普通車・軽自動車でETC搭載車限定での、土・日・祝日最高1000円のETC割引制度
3. 東京湾アクアラインの料金を普通車800円に値下げ
4. エコカー減税・エコカー補助金
5. 家電エコポイント制度（冷蔵庫・薄型テレビ・エアコン）の実施
6. 住宅ローン減税（過去最高600万円の減税）
7. 妊婦検診の無料化（5回→14回）
8. 出産育児一時金の増額（全国一律に4万円引き上げ）
9. 中小企業への支援（緊急保処枠6兆円、保証・貸出枠30兆円に拡大）
10. 雇用保険料の引き下げ（標準世帯で年額約2万円）

などである。
エコカー減税や家電エコポイント制度は鳩山由紀夫内閣にも引き継がれた。

#### 定額給付金について
小渕内閣の地域振興券とよく似た、2兆円を超える定額給付金（「4人家族で6万円程度になる」としている。実際は一人1万2000円を給付）を全世帯に支給した。この政策については、以下の通り評価が分かれている。
- 否定的な評価としては、毎日新聞が過去の「地域振興券」が消費ではなく貯蓄に回ったことから、この政策も「景気を浮揚させる効果は期待できない」との見方を示し[66]、11月26日に開催された全国町村長大会では定額給付金を巡る不満が噴出していると報道した[注釈 10]。
- 肯定的な評価としては、経済協力開発機構（OECD）経済局のシニアエコノミスト、ランダル・ジョーンズが「即効性がある最も有効な措置」 だとの見方を示した[67]。

定額給付金の成果については、消費拡大に一定の効果を生み、家具や家電などの購買を促進させるなど、新たな消費を生むきっかけになったと麻生の総理大臣退任後に報道された。

### 第2次安倍内閣財務大臣として

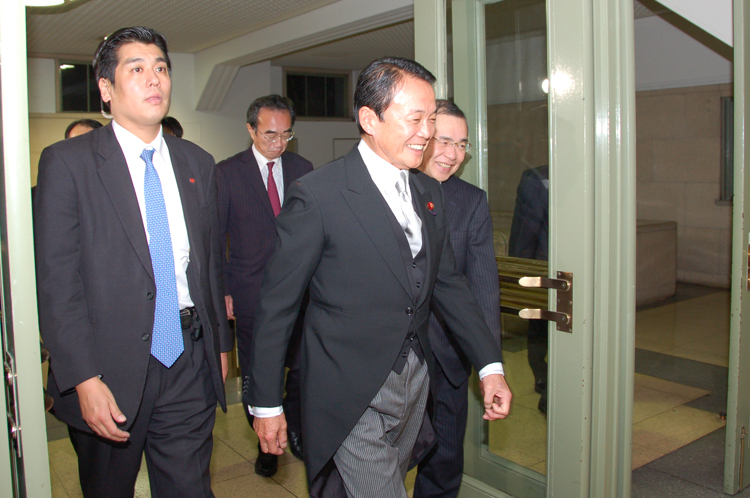
2012年12月26日、財務大臣に就任し、財務省に初登庁

#### 法人税引き下げ慎重論
効果の期待できない法人税の引き下げではなく、投資減税により景気刺激を行なっていくべきとした。これに対し、2013年7月の政府税制調査会で、一橋大学特任教授の田近栄治委員からは、法人税収入に占める製造業の割合が26 %程度に低下しており、「製造業が日本の法人税を担う時代は終わった。」とし、法人税の法定実効税率を35 %から30 %へ引き下げすべきとの主張が出された。また、2014年5月16日には大田弘子委員が座長を務める政府税制調査会法人課税ディスカッション・グループで、「法人税率の引き下げは避けて通れない」とする改革案の確認が行われた。同年6月3日には麻生も「責任ある代替財源が示されるのであればいい。」と、初めて実効税率引下げを容認し、骨太の方針にも盛り込まれることとなった。

#### 公的年金の運用
2013年5月18日、麻生は札幌で次のように講演した。「『株価が上がっても株は持ってないので関係ない』という人もいると思うが、年金は株式の運用で成り立っている。7月に年金の運用状況が出てくるが、ウン兆円の黒字になる」。

### 第3次安倍内閣財務大臣として
2015年3月26日、麻生は2012年度末に304兆円あった民間企業の内部留保が1年間で328兆円まで約24兆円増えたことに触れ、デフレでなければ配当とか賃金とか設備投資に回らなければならないとした。後にメガバンクの配当引き上げが報じられた。

## 外交政策

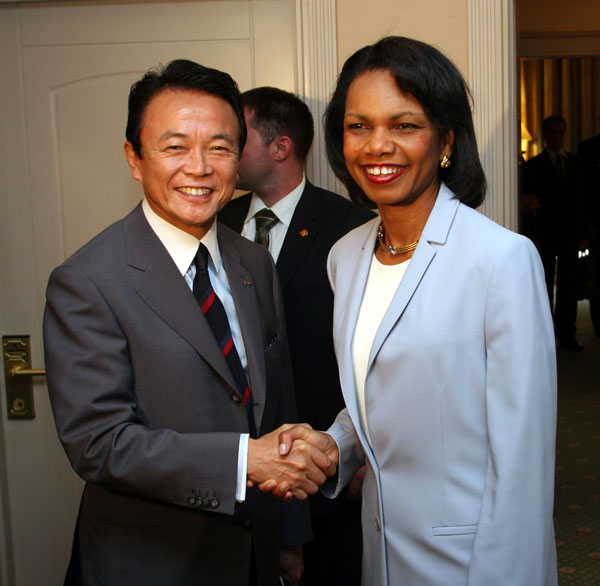
国務長官コンドリーザ・ライスと（2006年6月）

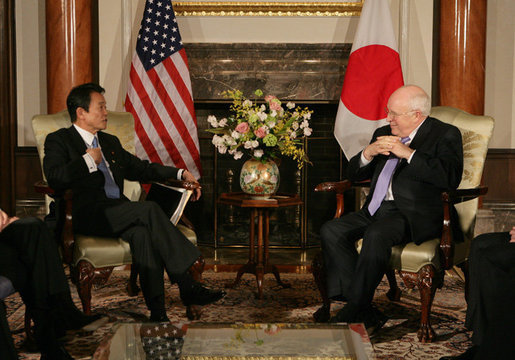
ディック・チェイニーと会談する麻生（2007年2月21日、ホワイトハウスにて）

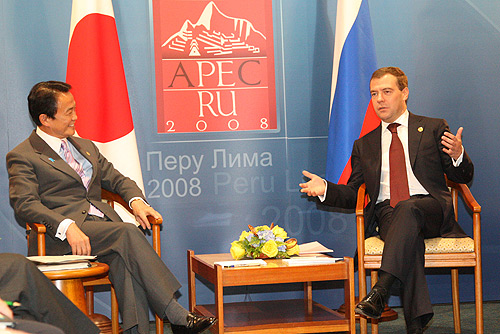
APEC首脳会議にて、ロシア連邦大統領のドミートリー・メドヴェージェフと（2008年11月）

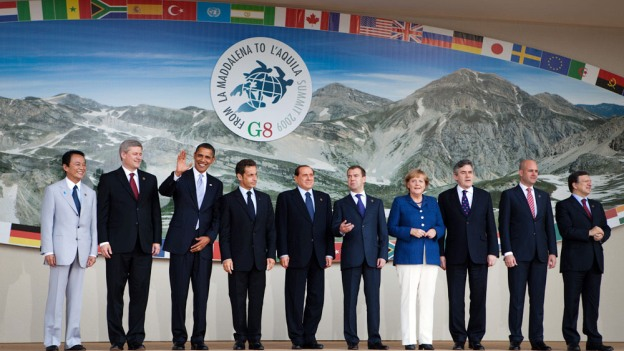
2009年7月、G8サミットにて（左端の人物が麻生）

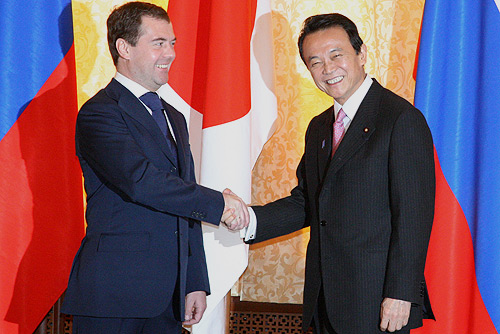
ドミートリー・メドヴェージェフと握手（2009年2月18日）

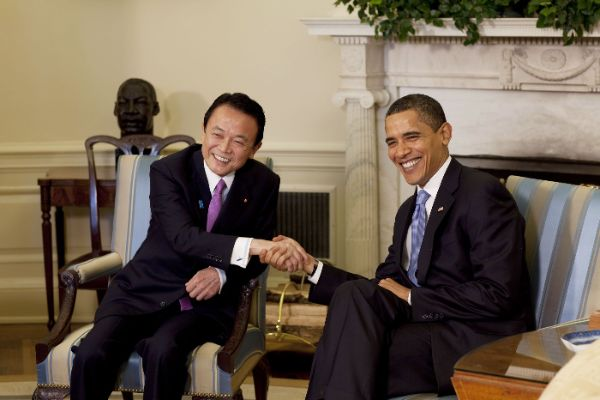
大統領バラク・オバマと（2009年2月24日）

「価値の外交」を重視した。特に、日本が非欧米圏でそれら価値の先駆者であることに着目した上で、北東アジアから、東南アジアを経て、インド、中東、中央アジア、中・東欧にかけての「弧」上にある国との間で、日本がリーダーシップをとってこれら価値を共有し、「弧」地域全体の繁栄に貢献する、その結果として経済や安全保障などで日本も国益を享受するという「自由と繁栄の弧」を外交の基本方針としている。著書『とてつもない日本』では、民主化支援、法律の整備や法律家人材育成に日本の制度や経験を活かす法整備支援などのほか、自衛隊のPKO活動、カンボジアのカンボジア特別法廷上級審裁判官としての野口元郎の派遣、自身の思い入れのある漫画も含めた日本文化を通じた交流も、その具体的施策として位置付け、重視する姿勢を示した。
第1次安倍内閣の「自由と繁栄の弧」構想は民主主義や法の支配などの価値を共有しているとはいえない中華人民共和国の反発を招くとの批判もあった。日本の国際的存在感の低下、尖閣諸島問題に象徴される日中間の力関係の変化という新たな国際情勢のもと、中華人民共和国との正面衝突を回避しつつ、アジアにおけるパワーバランスを適正に保ち、アジア及び世界の安定と発展に寄与する外交政策であるとの評価されている。
第2次安倍内閣の副総理兼財務大臣としても、最初の外遊先として、民主化や法の支配を急速に進めるミャンマーを選んだ。この点、第2次安倍内閣では、安倍晋三首相、麻生太郎副首相兼財務大臣に加え、元の企画・立案者とされる谷内正太郎元外務事務次官も内閣官房参与となったため、「自由と繁栄の弧」が外交の基本方針として復活するとの指摘もある。

### 韓国
韓国に対しては、日韓議員連盟の副会長も務めており、首相在任中は、日韓シャトル外交を定着させるなど日韓の親善に尽力した。麻生が議長を務める夢実現21世紀会議の「国づくりの夢実現検討委員会」を通じて日韓トンネルの実現に向けた政策提言を発表していることが2003年に自民党機関紙で伝えられた。2007年1月26日に「日本と韓国は、互いにとって最も近く、基本的価値を共にする大切な民主主義国同士であります。そのような間柄にふさわしい、未来志向の関係を打ち立てます」と述べている。また、2005年12月25日の韓国の大手メディアである『中央日報』のインタビューで、「韓国に一年に2度ずつ計40-50回ほど行っているが、私が知っているかぎり今の両国関係が最も良いのではないかと思う。それは韓国の生活水準が良くなり、自信をつけているためと思われる。サムスンだけでなく、韓国製品が非常に良くなった」と発言している。

### 中華人民共和国
2008年10月24日、北京市の人民大会堂で開かれた「日中平和友好条約締結30周年記念レセプション」に内閣総理大臣として参加し「『友好』というお題目のため遠慮する関係ではなく切磋琢磨して協力していくことこそ真の戦略的互恵関係」と挨拶し、日中が競い合うことで「共益」を実現し、両国関係強化につなげる方針を打ち出した。2009年4月の日中首脳会談では、麻生が中華人民共和国への核軍縮を求め、温家宝首相が歴史認識問題を追及したため緊迫したが、日本が中華人民共和国の環境汚染や廃棄物対策に協力する「日中環境・省エネルギー総合協力プラン」で合意したほか、羽田 ― 北京間の定期チャーター便を開設することや、閣僚級による中日経済ハイレベル対話を日本で開催することを決定した。また、「日中韓の経済はドイツ・イギリス・フランスの合計も上回る」として中韓との経済協力強化を打ち出し、麻生の地元でかつ中韓からも近い福岡県太宰府市の九州国立博物館で第一回日中韓首脳会談を開催して「三国間パートナーシップに関する共同声明」に署名した。

### 中華民国（台湾）
親台派として知られ、総理大臣退任後も台湾政界に太い人脈を持つ。参議院予算委員会で「民主主義が成熟し、経済面でも自由主義を信奉する法治国家であり、日本と価値観を共有する国」と発言し、中華人民共和国のマスメディアから「日本の外相が『台湾は国家』と発言」と非難され、中華民国国内からは絶賛されたこともある。
2021年7月5日、中国が台湾に侵攻した場合、日本政府が安全保障関連法の定める「存立危機事態」に認定して、限定的な集団的自衛権を行使する可能性があるとの認識を示し、「（台湾で）大きな問題が起きると、存立危機事態に関係してくると言って全くおかしくない。そうなると、日米で一緒に台湾の防衛をしなければならない」と述べた。

### インドとの安全保障協力共同宣言
麻生の内閣総理大臣就任後の2008年10月21日から23日にかけて、インドの首相マンモハン・シンが日本を訪れた。麻生はシンとの首脳会談に臨み、外交と防衛における対話、船舶の安全航行などの協力について合意した。その後、両者は国際問題に関する情報交換、船舶の安全航行、テロとの戦いを骨子とする「安全保障協力に関する共同宣言」、日本とインドのあいだで合意済みの諸事項の一層の促進を求める「戦略的グローバルパートナーシップの前進に関する共同声明」に署名。麻生はこの会談で日本とインドの経済関係の促進に前向きの姿勢を見せ、デリー - ムンバイ間の貨物鉄道建設計画に総額4500億円の円借款を供与することを伝えた。麻生はシンに対し、NPTに未加盟のインドに対する原子力協力分野での協力について慎重な日本の立場を説明した。経済連携協定交渉については、早期妥結を目指すことで一致した。麻生との共同記者会見の席でシンは、意見交換を行った22日の首脳会談を「非常に生産的で充実したものであった」とした。シンは麻生に対して「古くからのそして非常に尊敬すべきインドの友人」と述べ、2年の間に首相として2度来日したことについて「2年の間に2度来日しているという事実が、インドが日本との関係をいかに重視しているかを表している」と強調した。

### 北方領土問題
2006年12月13日の衆議院外務委員会において、北方領土問題を解決するために、北方4島（択捉、国後、色丹、歯舞）全体の面積を2等分して、半分をロシア連邦に譲ることにより解決を目指す考えを示した。これは元首相の海部俊樹から「北方領土の返還は党是だ。党の基本問題として守るべきものは守ってきちっとやってほしい」と批判された。
また、2009年2月に州内のコルサコフ近郊で行われたサハリンプロジェクトの一つサハリン2のLNG工場稼働式典に合わせ、日本の首相としてはかつての領有時代を含めて初めてサハリン州を訪問し、ロシアのドミートリー・メドヴェージェフ大統領と会談した。日本政府の公式見解では「所属未定地」となっている南樺太（サハリン南部）での会談には一部の有識者から批判が提起され、日本では鳩山邦夫総務相が国会答弁で「正直、実に微妙な問題だなと思う」と感想を述べた。これについては北方領土問題とは異なり、南樺太については、ロシアが実効支配していることについてロシア以外のいかなる国の政府も領有権の主張を行っておらず、領有権を放棄した日本政府も異議を唱える立場にはなく、2001年にはサハリン州ユジノサハリンスクに総領事館を設置して、ロシアの実効支配を前提とした日常業務を行っている事もあり、訪問への反対運動は広がりを見せなかった。

### 開発途上国への政府開発援助
政府開発援助 (ODA) には積極的な姿勢を取っている。2007年1月26日、「ODAは、我が国外交の重要な手段であります。国際社会の一員としての責務を果たし、かつ、自らの繁栄を確保していくために、ODAを一層戦略的に実施します。「自由と繁栄の弧」形成のためにも、ODAを活用していきます。そのうえで、ODA事業量の100億ドルの積み増し、また対アフリカODAの倍増など、対外公約を達成すべく努めてまいります」と述べた。

### 核武装論
2006年10月、自民党政調会長（当時）の中川昭一が「核武装論も選択肢として考えておくべき」と発言したことで一部から非難を受ける。麻生は非核三原則の堅持を前提と明言しつつも、「隣の国が持つとなったときに、1つの考え方としていろいろな議論をしておくことは大事だ」「日本は言論統制された国ではない。言論の自由を封殺するということに与しないという以上に明確な答えはない」と発言した。この発言が原因で、12月に民主党、社民党、共産党ら4党から外相としての不信任決議案を提出された。
2009年11月23日、総理大臣時代に、日本に対するアメリカ合衆国の「核の傘」堅持のため、米議会が中期的な核戦略検討のために設置した「戦略態勢委員会」に働きかけを行っていたことがわかった。

### インテリジェンス
諜報機関や国家運営に必要な情報収集能力を「インテリジェンス」と呼ぶ。麻生は英米のインテリジェンスを次のように比べた。イギリスはMI6（現SIS）と外務省の2つのインテリジェンスがある。英首相は2つを競合させる、つまり真贋を見分けて最終判断を下す機会を持ち、判断の政治的責任を引き受けている。他方、アメリカのインテリジェンスはCIAだけであり、米大統領はインテリジェンスを競合させたり政治的責任をとったりできない。これは、イラク戦争の際に大量破壊兵器が存在すると誤認した構造要因だったと麻生は考えている。このような事実から、インテリジェンスの吟味が大事だという。この結論を手嶋龍一は高く評価した。

### 日米貿易交渉
2016年アメリカ合衆国大統領選挙を勝ち抜いたドナルド・トランプ大統領は、就任直後より日本を含む貿易黒字を抱える国々に対し貿易不均衡の是正を求めた。2017年4月18日以降、麻生太郎副総理とマイク・ペンス副大統領による日米経済対話が二回開催されたが、アメリカ側の自由貿易協定交渉要求などを相応にさばいたためトランプ大統領は不満つのらせ、茂木敏充経済再生担当大臣とロバート・ライトハイザーアメリカ合衆国通商代表との日米貿易交渉 (2018年 - 2019年) へ移行した。2019年4月25日、訪米中に行われたスティーブン・ムニューシン財務長官との会談の中で、新たな貿易協定に為替条項の導入するよう迫られるも「貿易政策と為替政策をリンクする議論には賛同しかねる」として反論したことが伝わっている。

## 歴史認識
朝鮮、台湾に対しては肯定的側面もあったとする発言をしている。2003年5月31日、東京大学学園祭において「創氏改名は朝鮮人が望んだ」、「日本はハングル普及に貢献した」と述べた（当該項目も参照）。また、2006年2月4日の福岡市での講演において、日本が植民地台湾の義務教育に力を入れたと指摘したうえで「台湾はものすごく教育水準が上がって識字率などが向上したおかげで今極めて教育水準が高い国であるが故に、今の時代に追いつけている」「我々の先輩はやっぱりちゃんとしたことをやっとるなと正直そのとき思った」と述べた。
2007年（平成19年）3月21日、長崎県時津町で講演。日本独自の中東和平外交として、ヨルダン渓谷の開発を進める「平和と繁栄の回廊」構想に触れ、「米国人にできないことを日本がやっている。日本人というのは信用がある。青い目で金髪だったら多分駄目よ」「われわれは幸いにして黄色い顔をしている。そこ（中東）で搾取をしてきたとか、ドンパチ、機関銃撃ったとか1回もない」と述べた。
2006年（平成18年）5月26日、アジア各国の政府首脳や経済界リーダーを招いた国際交流会議「アジアの未来」において「近代の生んだ毒......。それはすなわち『国民国家』であり、『自民族中心主義』という意味に規定される『ナショナリズム』でした。この2つは、地図に黒々と、太い国境を引く思想でした。また時として、その国境を外へ外へ、無理やりにでも広げていくのをよしとする考えでした。（中略） 他人（ひと）のことは言いますまい。日本人は一度、国民国家とナショナリズムという、強い酒をしたたかにあおった経験があります。皆さんこれからのアジアは、国民国家の枠、ナショナリズムの罠に絡め取られるようではいけません」と述べた。
2008年10月2日には日本の過去のアジア支配に対する反省と謝罪を明確にした「村山談話」について、「いわゆる村山談話と17年8月15日の小泉純一郎首相の談話は、先の大戦をめぐる政府としての認識を示すものであり、私の内閣においても引き継いでいく」として麻生内閣でも、明確に堅持する方針を示した。同年10月31日には航空自衛隊幕僚長の田母神俊雄が旧大日本帝国軍の侵略行為を否定する論文を執筆していたことが判明したが、麻生は記者団に対して「個人的に出したとしても、立場が立場だから適切ではない」と述べた。
麻生内閣メールマガジン「太郎ちゃんねる（2008年12月4日配信）」において、「1941年12月に第二次世界大戦が真珠湾攻撃で始まる」と書いたことについて、「1941年12月に始まったのは第二次世界大戦ではなく太平洋戦争である。この歴史認識は知性を疑われる恥知らずの間違い」として、新党日本の田中康夫から国会での謝罪と訂正を求める質問主意書が提出された。

### 日本軍慰安婦問題
内閣総理大臣としては河野談話を踏襲することを表明したが、アメリカ合衆国下院に提出された慰安婦問題をめぐる対日非難決議案にある「日本軍による強制的な性奴隷化」といった記述について「客観的な事実にまったく基づいていない」と強い遺憾の意を示している。麻生はまた、国連の自由権規約委員会が従軍慰安婦に対して日本政府に謝罪と補償などを行うよう勧告したときも、第171回国会において、内閣総理大臣として「この勧告は、法的拘束力を持つものではなく、市民的及び政治的権利に関する国際規約の締約国に対し、当該勧告に従うことを義務付けているものではないと理解している」と述べ、慰安婦に対して謝罪や賠償をする意思がないことを表明した。麻生個人の見解としては、慰安婦問題をめぐる対日非難決議案は、日本と米国が緊密な関係になることを良しとしない第三国による日米離間工作であると見なしている。

### 靖国神社問題
2006年（平成18年）8月8日付の朝日新聞朝刊にて『靖国にいやさかあれ』という論文を寄稿した。
政治家の靖国神社問題については、政教分離が問われるなど一番の問題は靖国神社が宗教法人であることだとしており、2006年の総裁選では総理になった場合に靖国神社を非宗教法人化（国が関与できる特殊法人への移行）し、国立追悼施設にすることを公約に掲げた。2008年10月にも「神社という名前が問題なら、靖国廟でも招魂社でもいろんな形がある」として、非宗教法人化を支持する姿勢を示している。
2006年には、「首相になった際には靖国参拝を自粛する」という考えを示していた。2008年に首相に就任した直後には「行くとも行かないとも答えることはない」として曖昧な姿勢を見せている。外交問題に飛び火した小泉首相の参拝について「中国が（参拝を中断しろと）言えば言うほど行かざるを得ない」とし、「これはタバコを吸うなと言うと吸いたくなるのと同じだ」と述べた。麻生本人は外相在任当時、外務大臣は個人ではないという理由で靖国神社には参拝しなかった。
A級戦犯の分祀については、「靖国神社に戦死者でない人が祭られていることが非常に大きな問題点だ」「（首相の参拝について）他の国々、国内からいろいろ言われないよう、英霊から感謝されるような形で参拝できる制度を考えるべきだ」との見解を示している が、靖国神社が宗教法人である限り政治の介入による分祀は厳に慎むべきであるとしている。そのため、靖国問題の解決策に関しては、靖国神社の非宗教法人化を行い、国が関与できるようにしてA級戦犯を分祀することを「1つの方法」と発言し、「望ましい」として賛成している。
2006年1月28日、愛知県名古屋市で行われた公明党議員の会合で、「英霊は『天皇陛下』のために『万歳』と言ったのであり、『首相万歳』と言ったのはゼロだ。天皇陛下が参拝（正確には「親拝」という）なさるのが一番だ」と述べ、「（天皇が）公人か私人かという論議のため参拝できなくなったが、解決の答えはいくつかあるはず」と付け加えたが、批判を浴びると「今の状況で天皇陛下に参拝していただきたいとは、一切言ってない」と発言を修正し、釈明した。
日本と韓国の緊張関係について、「両国が靖国問題にあまりにも執着しているのが最も大きな問題だ。当分はマスコミが靖国問題を書かないのが一番よさそうだ。問題をあおって増幅させた」との考えを表明している。
2006年5月26日に都内のホテルで開かれた国際交流会議「アジアの未来」で講演し、「23日に自分がカタールで中韓の外務大臣と会談したので関係改善の流れが出て来た」と発言。これに対して韓国産業資源部長官は、「アジア共同体形成に関して各国間合意はできたが、韓中日の共同体構築努力が他地域に比べ足りない、原因は一部政治家の靖国参拝や歴史問題だ、ヨーロッパがいかにしてこれを克服したか考えて欲しい」と講演した。
首相在任中の2009年には「（靖国神社は）最も政治やマスコミの騒ぎから遠くに置かれてしかるべきものだ。もっと静かに祈る場所だ」 として、終戦の日に靖国神社参拝を行わない意向を示した。
2009年10月17日には、首相在任中には参拝しなかった靖国神社に参拝した。

## 制度改革

### 義務教育の短縮
教育基本法に関して麻生は、改正前の2002年に、「教育基本法には「国」という概念を明確に打ち出す必要がある。〔…〕「愛国心」を持つことの大切さを明示すべきなのだ」との見解を示していた。また、「思い切って中学の義務教育をやめてもいいのではないだろうか」として、義務教育を9年から6年に短縮する構想を示した。
これに対して高橋哲哉は「11歳か12歳で自分の人生に見きわめをつけよというのですから無理な話です」と述べ、この構想を批判している。

### 憲法改正論議
2008年9月の国連総会での演説後、自衛隊の集団的自衛権の行使について「できるようにすべき」と憲法改正もある程度は必要との認識を持っている。2016年の西日本新聞のアンケートでは「国民的合意が得られるものから適宜行うべきだ」と回答している。

### 国籍法改正
麻生内閣時代に国籍法改正について舵を取った。

### 選択的夫婦別姓制度
2016年の『西日本新聞』のアンケートでは、選択的夫婦別姓制度導入について、「結婚したら全員が夫婦同姓にすべき」としている。一方、野田聖子は麻生は選択的夫婦別姓制度導入に基本的に賛成である、と述べていた。また、政策CPプロジェクト衆議院選挙2005プログラムでは「選択的夫婦別姓を認めるか」に対し「認めるが子供の姓はどちらかに統一する」と回答している。

### 漫画の表現規制
漫画やアニメの表現規制強化を推進する立場を明確にしている。松江市教育委員会によって『はだしのゲン』に閉架措置がとられた問題について「（はだしのゲンを）出たころ毎週の連載を読んでいましたけど、もっと禁止したほうがいい成人向け漫画がある。自民党でポルノコミックについて（規制を）やったときは「成人向けにすべきじゃない」とずいぶん反対があった。そういうもののほうが、もっと問題なんじゃないかね」と述べた。1989年から発生した有害コミック騒動では規制強化の立場から自民党を代表して「子供向けポルノコミック等対策議員懇話会」の会長を務めたうえ、児童ポルノ禁止法についても法規制の必要性を主張している。

### 健康増進法改正
自らも喫煙者であることから、受動喫煙防止を目的とした健康増進法改正案について反対している。
- 2017年2月20日の衆議院予算委員会において、本村賢太郎から「麻生氏といえばウイスキー片手に葉巻をくゆらせる姿が印象的で、とてもかっこいい。受動喫煙防止対策が進んでいくとシガーバーにも影響が出ると思う」と質問を受けたことに対し、「たばこが吸えないシガーバーには行かないようにしたい」と答えた[123]。
- 2017年2月21日の衆議院財務金融委員会において、「肺がん（の患者数）は間違いなく増えた。たばこってそんな関係あんのって色んな人に聞くんです」として、受動喫煙防止の必要性について疑問を呈した[124]。また、電子たばこについても、「国会で吸えるよう提案してみてはどうか。イライラがずいぶん収まって、激論もちょっとは減るんじゃないか」と主張した[124]。

## 政策・主張

### 派閥
当初は宏池会に所属したが、河野洋平の大勇会立ち上げに伴い離脱した。ハト派的な河野とは政治スタンスが異なるが信頼関係は深く、麻生にとっては首相時代に孤独を癒やしてくれる精神安定剤のような存在だったという。
岸田自民党の副総裁として自民党の新フィクサーとなる。

### 主な役職など
- 自民党たばこ議員連盟顧問[127][128]
- ボーイスカウト振興国会議員連盟（顧問）
- 日本青年会議所 (JC) 元会頭
- 社団法人日本クレー射撃協会会長
- 日伯国会議員連盟会長
- 日韓議員連盟副会長
- 日韓協力委員会会長代行[129]
- 日韓トンネル研究会九州支部顧問
- 北京オリンピックを支援する議員の会
- 日本オリンピアンズ協会顧問
- 日本バスケットボール協会会長
- 神道政治連盟国会議員懇談会 名誉顧問[130]
- 日本会議国会議員懇談会特別顧問
- 自民党ネットサポーターズクラブ（J-NSC）最高顧問
- 日華議員懇談会
- ラグビーワールドカップ2019日本大会成功議員連盟

### 公明党との関係
麻生の2008年自民党総裁選出馬表明の直後には、公明党支持母体の創価学会婦人部・公明代表代行の浜四津敏子が異例のスピードで支持を表明した。その後、2008年8月11日にまだ自民党総裁が決まってない段階で、公明党幹事長の北側一雄も「日本の未来を考えたときにリーダーは明るさが必要だ」として明確な支持を表明している。

### 神道との関係
麻生の信仰宗教はキリスト教（カトリック派）であるが、神道政治連盟（神社関係者などの神道の政治団体）から支援を受けている。2009年（平成21年）12月9日には、神道政治連盟国会議員懇談会の名誉顧問に就任している（これはカトリック教会が政治活動をしないためであり、公職である政治家を司教や教会などが応援すると、カトリック教会の教義にあたる教会法第285条に抵触する為である）。

### 麻生グループ
麻生グループ関連会社「麻生」（福岡県飯塚市）から、2002年4月30日付で麻生が支部長を務める自民党支部が総額650万円の政治献金を受けていた。前年度中に「麻生」は国から補助金1458万円を交付されており政治資金規正法違反の疑いを指摘された。同社は県から間接的に受給していたので問題ないとの認識であった。報道後に同社は返金を求めることを表明した。

### 電力会社からの献金
東京電力や関連企業がパーティー券購入額の目安として、東京電力が政治家の電力業界での重要度を査定しランク付けしていた上位10議員の内の1人であったことが朝日新聞に報じられた。

### 政治資金パーティー
外務大臣だった2007年6月、大規模な政治資金パーティーを自粛すると定めた大臣規範に反し、資金管理団体のパーティーを開催して約8470万円の収入を得ていたことが、政治資金収支報告書で分かった。

### 衆議院議員初当選後

#### 2001年以降
- 2003年9月11日の麻生も同席した自民党総務会において野中広務が、「〔2001年3月12日の〕大勇会の会合で被差別部落出身の野中広務に対する差別発言をした」と会合の出席者から聞いたとして、麻生を強く批判した[137][138]。麻生は発言を否定しているが、2001年の大勇会の会合に出席していた亀井久興衆議院議員は、麻生が「野中やら〔…〕は部落の人間だ。だからあんなのが総理になってどうするんだい」と発言したことを認めている[139][140]。
- 総務大臣在任中の2005年10月15日、この日に開館した九州国立博物館の開館記念式典での来賓祝辞の中で「一文化、一文明、一民族、一言語の国は日本のほかにはない」と発言。同博物館は選挙区は異なるものの麻生の地元である福岡県内にあり、展示内容は「日本文化の形成をアジア史的観点から捉える」である[141]。

#### 2006年
- 2006年1月9日、福岡県飯塚市で開いた集会で、シドニーで予定されていた日米豪閣僚級安全保障対話が延期されたことに関連し「（イスラエルの）シャロン首相の容態が極めて悪く、会議途中でそのままお葬式になると意味がないので延期ということになった」と述べ、配慮を欠くとの批判を浴びた[142]。

#### 2007年
- 2007年7月19日、富山県高岡市内で講演会において、国内外の米価を比較する例えとして「7万8000円と1万6000円はどちらが高いか。アルツハイマーの人でもわかる」と発言。これについては野党からの反発だけでなく、与党からも参院選に悪影響だと懸念され、官房長官（当時）の塩崎恭久からも「適格性を欠く」と批判された。麻生は翌7月20日に謝罪したうえで撤回した[143]。
- 7月20日、アルツハイマー発言の翌日に鳥取県倉吉市での演説で「酒は『きちがい水』だとか何とか皆言うもんだから、勢いとかいろんなことありますよ」と発言した[144]

#### 2008年・内閣総理大臣就任前
- 8月、首相（当時）の福田康夫は国会審議で民主党の協力が得られず、支持率も低迷し行き詰っていたことで内閣改造を行った。その際、福田政権発足時には入閣・党役員就任を固辞していた麻生も、党の危機であることから幹事長に就任した（福田康夫内閣改造内閣）。8月4日、参議院議長の江田五月を表敬訪問した際、ドイツでヴァイマル共和政末期に、ナチスが台頭した経緯に触れて危機感を示した。江田は麻生の見通しを否定し、互いにそうならないようにしなければならないと返した[145]。
- 9月14日、JR名古屋駅前での自民党総裁選の街頭所見発表会の発言の中で、前月に岡崎市など愛知県内で3人の死者を出した平成20年8月末豪雨に関して、「岡崎の豪雨は1時間に140ミリだった。安城や岡崎だったからいいけど、名古屋で同じことが起きたら、この辺全部洪水よ」と対策の不十分さに言及したが、これに対し被災地域を軽視しているとして岡崎・安城の両市と岡崎市議会は麻生側に抗議文を郵送[146][147]。同17日、麻生側は「不用意な発言で不快な思いをさせたことをお詫びし、復旧についてできる限りのことをする」との趣旨の謝罪文を、岡崎・安城の両市に送付した[148]。なお、平成23年台風第15号の豪雨で、名古屋市は河川が氾濫して洪水となり、88万人に対する避難指示が出される事態となった。

### 総理在任中

#### 2008年9月
- 9月24日、『毎日新聞』が「とてつもない金持ちに生まれた人間の苦しみなんて普通の人には分からんだろうな」と発言したと報道した[149]。

#### 2008年11月
- 11月14日のワシントンでの同行記者団との懇談で、定額給付金について「給付なんておれはいらない、というプライドもある人もいっぱいいる」と発言した。多くの報道機関からは「定額給付金を受け取る国民はプライドが無いとも取れる」と解釈され、批判的な報道がなされた[150]。また、2008年12月6日長崎県諫早市で自民党長崎県連が主催した首相の演説会で演説し、定額給付金について「私はそんな金をもらいたくないという人はもらわなきゃいい。（年収が）1億円あっても、さもしく1万2000円が欲しいという人もいるかもしれない」と発言した[151]。
- 11月20日、全国知事会議で「自分が病院を経営しているから言うわけじゃないけれど、大変ですよ。はっきり言って（医師は）社会的常識がかなり欠落している人が多い」「（医師不足の）責任はおたくら（医師）の話ではないですか」と発言した。会議後、記者団に発言の真意を問われ、「まともなお医者さんが不快な思いしたっていうんであれば、申し訳ありません」と謝罪した。厚生労働大臣の舛添要一や、自民党の国会対策委員長の大島理森、元副総裁の山崎拓、税制調査会会長の津島雄二などに苦言を呈されたほか、内閣官房長官の河村建夫も不適切との認識を示した。中でも山崎は「『社会的に非常識だ』と社会的非常識な人（麻生）に言われたくない」と強い口調で批判した。翌日、日本医師会会長の唐沢祥人が、抗議のために首相官邸を訪れた。これに対して麻生は「誤解を与えているようで、不適切であり、撤回する」と述べた。日本医師会会員からは日本医師会執行部に対して「自民党支持をやめるべきだ」との抗議が続々と寄せられており、日本医師会は、次期衆院選への影響は避けられないとの見方を示した。その他に全国保険医団体連合会も声明を発表し、「麻生総理は行政府の長として失格」と痛烈に批判。茨城県医師会も「政治家として、いや社会人として持つべき常識すら欠如している」との抗議文を首相あてに送付した。民主党代表代行の菅直人からも「常識がないのは発言している総理の方では」と皮肉られた[152]。
- 11月20日の経済財政諮問会議において「67、68歳になって同窓会に行くと、よぼよぼしている、医者にやたらかかっている者がいる。彼らは、学生時代はとても元気だったが、今になるとこちらの方がはるかに医療費がかかってない。それは毎朝歩いたり何かしているからである。私の方が税金は払っている。たらたら飲んで、食べて、何もしない人の分の金を何で私が払うんだ」と発言した。この発言は「だから、努力して健康を保った人には何かしてくれるとか、そういうインセンティブがないといけない。予防するとごそっと減る」と続き[153]、予防の奨励によって医療費の削減が期待できるとしたが、前半部分が「病気になるのは本人の不摂生（自己責任）のため」と受け止められ、また国民健康保険制度の概念を軽視する発言でもあるとして批判された。後に麻生は「病にある人の気分を害したなら、その点はおわびする」と陳謝した[154]。山崎拓、税制調査会長の津島雄二、前幹事長の伊吹文明、中山泰秀、渡辺喜美などが苦言を呈した。公明党代表の太田昭宏は不適切な発言との認識を示した。また、菅直人は「国民が、自国の首相を恥ずかしいと思う状況になっている」、国民新党の亀井静香は「社会保障とは何かということを根底からわかっていない。やっぱり太郎ちゃん、なっちゃいけなかったんだな」と批判した。河村建夫も「首相はああいう性格。いろんな発言はこれからもあるだろう」と発言した。
- 11月22日、訪問先のペルー・リマで、民主党代表の小沢一郎が、11月17日の党首会談で第2次補正予算案の審議・採決に応じる約束をほごにしたら「辞める」と発言したのに、後に否定したとして「この人の話、危ない。信用できなくなった」と発言、今国会提出を見送る考えを示した。小沢は「（会談後の記者会見で）『議員辞職するか』と聞かれたから『そんなことは言ってません』と言った」と説明。党首会談では「党内を説得できずに結果が違ったとしたら、党首としての責任を取ると言った」と反論した。さらに小沢は、麻生が「信用できない」と第2次補正予算案の今国会提出を見送る考えを示したことに対し、「僕の話で決めるレベルのことではない。厳しくなっている国民生活を政府がどうするかの問題だ」と批判し、「本当に首相として情けないというか、あまりにレベルが低い」と述べている[155]。

#### 2008年12月
- 12月14日、『毎日新聞』は北九州エコタウン（北九州市）を視察し、「民間で銭にしちゃおう、『しのぎ』にしようというのがすごい」と発言し、暴力団の資金集めなどを指す時に使われることが多く品位に欠けるとの指摘もありうる問題発言として報道した[156]。
- 12月15日、参院決算委員会で健康増進策に関する質問に対して、自身の朝の散歩を挙げ「いい年こいて朝歩いているなんて、徘徊老人と間違われたりする時代があった。呼び止められたことが何回もありますから」と答弁したところ、首相官邸に詰めている記者団から「配慮に欠ける発言ではないか」と質問を受けると「どうして?何かよく分からない、言っている意味」と発言した[156]。
- 12月19日、ハローワーク渋谷（東京都渋谷区）を視察した。この際、失業し、再就職の相談に来て、「とにかく六本木などで働きたい」と発言していた若者に「今まで何してたんだ？新しい仕事というのは『これがやりたい』と言わないと、相談される方も『何かないですか』と言われても困る。何がやりたいか目的意識をはっきり出すようにしないと、就職というのは難しい」といったメッセージを送った。しかし、相談者は麻生の言葉を受け、「“何でもいいから仕事がほしい”というのが普通のこと。首相がそういうことを言うのはどうかと思う」、「職があれば良いというレベルです、私の場合は」、「今の不況の中では仕事を選べないところもあるから」とインタビューで答えた[157] ほか、鳩山由紀夫は麻生の言葉に対し、「誠に的はずれだ」「なかなか自分の思い通りの仕事が見つからない状況だからこそハローワークで探そうとしている」と批判した[158]。
- 12月25日夜、首相官邸で行われた閣僚との忘年会の席で、「わたしの発言でご迷惑をお掛けした。若干、発言に問題があったなあ」と照れながら陳謝したという[159]。

#### 2009年
- 1月6日の会見において、定額給付金に関して「個人に給付されるものにもらえとかもらうなとか言えない。ぜひみなさんに使っていただきたい」と、所得制限を設けず全国民に受け取ってもらいたいという趣旨の発言をした。また、政府・与党としても「国会議員も積極的に受け取るべき」との見解を示した。前年に「12,000円もらう人はさもしい」などと高額所得者は受け取りを辞退するよう呼び掛けていただけに、今回正反対の考えを示したことには「コロコロ意見が変わる」と批判の声が出た[160]。
- 2月5日の予算委員会で「（小泉）内閣の一員として最終的に賛成したが、郵政民営化は賛成ではなかった」と発言し、野党だけでなく自民党内にも大きな波紋を広げた。
- 3月23日 - 麻生の相次ぐ失言に対し、河村建夫が記者会見にて「医者や株屋の話もあった。相手を傷つけない配慮はされるべきだ」[161]「バランス感覚を持って発言してもらうことは必要だ」[161] と批判した。
- 6月7日、東京都議会議員選挙での党勢の拡大を図り、麻生が各候補者への訪問や街頭演説を開始。麻生は東京都議会議員選挙をサッカーに喩えて党への支援を訴えたが「日本には（元日本代表の）中田英寿みたいなスーパースターはいない」[162]「日本のスーパー（スター）は天皇陛下ぐらい」[162] と発言。6月9日には立候補予定者の事務所を訪れた際、立候補予定者の子息に対して「おまえも後を継ぐのか。世襲頑張れ。親の後を継いで悪いことは何もない」[163] と発言。6月20日の立候補予定者事務所での挨拶では、2009年東京都議会議員選挙について「必勝を期して」と言うべきところを「惜敗を期して」[164] と発言し、驚いた東京2区の自民党支部長深谷隆司が「必勝です」[164] と指摘するが、訂正せず[165]。深谷が麻生に耳打ちするなど再三指摘したため「再び勝って、必勝を」[166] と発言内容を修正。静岡県知事選挙では麻生側が党推薦候補に対し応援を申し入れてきたため、選挙対策本部が富士市での演説を打診したところ、麻生側が浜松市や静岡市など人口の多い都市での開催を要求してきたため、選挙対策本部が麻生の来県を拒否した[167]。
- 7月25日 - 日本青年会議所の会合で「元気な高齢者をいかに使うか。この人たちは皆さんと違って、働く事しか才能が無いと思って下さい。働く事に、絶対の能力がある。80歳過ぎて遊びを覚えても遅い。働ける才能をもっと使い、その人たちが働けば、その人たちは納税者になる」と発言し、毎日新聞系のマスコミから高齢者侮辱発言として批判された[168][169]。
- 8月23日 - 学生との対話集会にて、結婚生活には多額の費用がかかるため若年層が結婚するのが難しくそれが少子化の一因ではないか、との質問が出た。その質問に対し、麻生は「金がないなら結婚はしないものだ。うかつにしない方がいい」[170] と回答した。麻生発言の真意を問われ、河村は「表現は直截（ちょくせつ）的だが、むしろ若者の就職対策を進めなければいけないという裏返しの表現」[171] と説明した。またこの発言はBBC[172]、オーストラリア放送協会[173]AFP通信[174] などの各国のマスコミに「失言」と報道された。

### 副総理在任中

#### 2013年
- 1月21日、社会保障制度改革国民会議第3回会合で終末期医療に関して、「チューブの人間だって、私は遺書を書いて『そういう必要はない。さっさと死ぬから』と手渡しているが、そういうことができないと死にませんもんね、なかなか」「いいかげんに死にたいと思っても生きられる。しかも、政府のお金で（終末期医療を）やってもらうのは、ますます寝覚めが悪い。さっさと死ねるようにしないと」と発言し、すぐに適当でなかったとして発言を撤回した[175]。与野党から「TPOというものがある」「社会保障について本当に温かいまなざしで国民を見ているのか」などと批判された。23日には全日本年金者組合京都府本部が「政府が自立・自助を唱えてすすめている本音がでた」などとして抗議と要請の緊急決議を行った[176]。
- 7月29日、国家基本問題研究所の開いた憲法改正についてのセミナーで、「最近は左翼じゃないかと言われる」と前置きした上で、「憲法改正なんていう話は熱狂の中で決めてもらっては困る。ワァワァ騒いでその中で決まったなんていう話は最も危ない」という趣旨の発言を5度繰り返すなど、終始、改憲に消極的な発言を行った[177]。その中で改憲積極派に向けて、ナチス政権を引き合いに出し、「ワイマール憲法もいつの間にかナチス憲法[注釈 14] に変わっていた。あの手口を学んだらどうか。騒がないで、納得して変わっている。喧騒の中で決めないでほしい」[178] と発言した。

セミナーでナチスに関連する発言をしたことを、読売新聞のWeb版が『ナチスの手口学んだら･･･憲法改正で麻生氏講演』という見出し記事で報じた。その後、『改憲「狂騒、狂乱の中で決めるな」…麻生副総理』 と共同通信 が報じた。ナチスに関連した部分のみを見出しにした報道を端緒に、この発言は海外の一部メディア・ユダヤ系人権団体らが一斉に批判することになった。7月30日、ユダヤ系人権団体サイモン・ウィーゼンタール・センターが『Which 'Techniques' of the Nazis Can We 'Learn From'"?（一体どんな手口をナチスから学べると言うのか）』と題した声明を発表し、発言の真意を説明するよう促した。また、同日、韓国外務省報道官は定例記者会見で、「侵略の被害を受けた周辺国の国民にどう映るかは明らかであり、多くの人を傷つける」と批判した。翌31日には中国外務省の洪磊副報道局長が、「日本がどこに向かおうとしているのか、アジアの近隣諸国や国際社会の懸念と警戒を引き起こす」と批判した。
これらの批判や報道を受け、セミナーの主催者兼司会者でもあったジャーナリストの桜井良子は「朝日が日本を国際社会の笑い物に…歪曲された麻生発言」（産経新聞2013.8.5「美しき勁き国へ」） において、「朝日新聞はこのようにして事柄を歪曲していくのか。麻生発言を朝日新聞が報じる手口を眼前にしての、これが私自身の率直な感想である」と述べ、「（麻生は）改正論議の熱狂を戒めたが、私はそれを、改正を急ぐべしという国基研と自分は同じではないというメッセージと受けとめた」とした上で、「有り体に言って一連の発言は、『ワイマール体制の崩壊に至った過程からその失敗を学べ』という反語的意味だと受けとめた」と述べた。そして「憲法改正に後ろ向きの印象を与えた麻生発言だったが、朝日新聞は全く別の意味を持つものとして報じた」として、同紙天声人語が麻生が改憲に積極的だという前提で、「素直に聞けば、粛々と民主主義を破壊したナチスのやり方を見習えということになってしまう」と書いたことや、朝日社説が「ある日気づいたら（中略）あの手口に学んだらどうかね」の部分だけを引用し、「普通に聞けば、ナチスの手法に学ぶべきだと言っているとしか受け止められない」と書いたことなどを、「朝日は前後の発言を省き、全体の文意に目をつぶり、失言部分だけを取り出して、麻生氏だけでなく日本を国際社会の笑い物にしようとした」と朝日新聞を批判した。ナチスに関連した発言は多くの国内外のメディアが批判することとなったが、桜井は「8月1日と2日、朝日の紙面は麻生発言で『熱狂』した。日によって1面の天声人語、社会面、社説を動員し、まさに全社あげてといってよい形で発言を批判した」と朝日の報道のみに言及した。
8月1日、麻生は「同研究会においては喧騒にまぎれて十分な国民的理解及び議論のないまま進んでしまった悪しき例として、ナチス政権下のワイマール憲法に係る経緯をあげたところである。私がナチス及びワイマール憲法に係る経緯について、極めて否定的にとらえていることは、私の発言全体から明らかである。ただし、この例示が、誤解を招く結果となったので、ナチス政権を例示としてあげたことは撤回したい」 と述べた。
野党側は8月7日に閉会する臨時国会中に、予算委員会での集中審議を求めていたが、与党側は「一応の決着をみた」として審議を拒否した。
なお、ミュンヘンの公立現代史研究所のマグヌス・ブレヒトケン博士は「麻生氏の例えは驚くべき発言だ」と述べたうえで「ナチスが政権を握った1933年以降も、公式にはワイマール憲法は存続した。だがこの年、議会承認を経ずにヒトラーが法律を制定できる全権委任法が成立し、ナチス独裁体制が固まったことで、ワイマール憲法は事実上の効力を失った。ナチス自身は特に憲法を定めていない」と説明。麻生による「ワイマール憲法はいつの間にか変わっていた」との発言は事実誤認と述べている。

### 誤読
麻生はマスコミに対して「質問に乗ってまた言うと、それをまた挑発のネタにされる。そっち（メディア）の飯の種になるかもしれないが、こっちはそういうことにならないから」と嘆いたが、この発言も問題発言として紹介される状況であった。
妻・千賀子は「米国発の金融危機が来て主人は景気対策のため本当に頑張りました。でも政策ではなく、政権交代という作られた流れの中で政局を問題視されました」「口が曲がってるとか、漢字が読めないとか。それと変な話をしたと。全体を見ればきちんとした話でも一つの単語が極端だったり、不用意だったり、そんなことだけが取り上げられました。人間失格のような印象すら作られ、私は本当に辛く、主人を可哀想に思いました。」と述懐している。
「麻生前首相が資質を問われ始めたのは漢字の誤読が発覚してからだ（毎日新聞論説副委員長・与良正男）」といわれるように、麻生が国会答弁の中で、踏襲を『ふしゅう』と読み間違えたことを朝日新聞が報じた。
こうした報道について、自民党の細田博之幹事長は「麻生総理が字が読めないらしいと言って楽しんでいる。日本国の程度を表している。国民の程度かもしれない」と発言したが、この発言も非難の対象となり、細田は発言を謝罪した。
マスコミなどの報道機関は、麻生の原稿の読み間違いについて批判し、2009年1月20日の参院予算委員会では、麻生の漢字力を質すため、民主党の石井一副代表が『就中（なかんずく）』など12個の漢字を並べたボードを用意したが、麻生から「『窶し（やつし）』以外は普通に読める」と返された。
一方、2009年4月10日、麻生首相が皇室主催の祝賀会で読み上げた祝辞で「弥栄」を「いやさかえ」として読み上げたことが誤読としてマスコミ各社で報道された が、「弥栄」には「いやさか」「いやさかえ」と2通りの読み方があるため、マスコミ側の誤読ではないかと話題となり、新聞各社が慌ててネットの掲載した記事を削除する騒動となった（特に「歴史的な誤読」と報じたTBSWEB多事争論は、編集委員の吉岡弘行が謝罪文を掲載する事態にまでなった）。（なお、麻生本人のブログでは、「弥栄」を「いやさか」と書いている。）

### 日常生活・金銭面に関する逸話
総理在任中の麻生は、マスコミから「庶民感覚がない」と批判的な報道が繰り返し行われた。
麻生は政財界の要人と帝国ホテルのバーなどで会合を行っていたが、メディアからは「庶民の感覚と懸け離れた贅沢をしている」と非難の対象となった。

### 自宅
渋谷区神山町に、敷地面積2400平方メートル（25億円）の邸宅を所有している。マスコミから「麻生御殿」と呼称されることがある。
麻生の自宅を非難する団体が無届デモを行い、逮捕される事件も発生した（不起訴）。

### その他
- 毎日新聞の金子秀敏は、小沢一郎が「今円高だから、済州島を買っちまえ。」と発言し、韓国から非難を受けた件[209] について、麻生が「こういう発想はとてもじゃないけど私には出てこない」と発言したことについて「もしかして麻生首相は、済州島の領有権を買うと勘違いしているのではないか。だとすると、発言した方より勘違いした方のレベルが気になる。小学生レベルの常識もないのではないか」と批判している[210]。
- 中央日報によると、民主党の藤田幸久は麻生鉱業が戦時中に連合国捕虜を虐待したと主張し、麻生に同意を求めたが、麻生が「当時4〜5歳で認識するには早すぎる」と返答したため、藤田は国会議員会館で『麻生鉱業捕虜使役問題に関する報告会』を開き、「麻生首相は“当時、4歳だった自分は何も知らない”と事実の確認を拒否してきたが、生存者（捕虜労働者の）と遺族は麻生首相の謝罪と個人賠償を望んでいる」と謝罪と賠償を要求した[211]。

## 選挙歴
| 当落 | 選挙                   | 執行日         | 年齢 | 選挙区        | 政党       | 得票数     | 得票率 | 定数 | 得票順位 /候補者数 | 政党内比例順位 /政党当選者数 |
| ---- | ---------------------- | -------------- | ---- | ------------- | ---------- | ---------- | ------ | ---- | ------------------ | ---------------------------- |
| 当   | 第35回衆議院議員総選挙 | 1979年10月07日 | 39   | 旧福岡県第2区 | 自由民主党 | 7万1041票  | 12.88% | 5    | 4/9                | /                            |
| 当   | 第36回衆議院議員総選挙 | 1980年06月22日 | 39   | 旧福岡県第2区 | 自由民主党 | 8万5826票  | 15.47% | 5    | 2/8                | /                            |
| 落   | 第37回衆議院議員総選挙 | 1983年12月18日 | 43   | 旧福岡県第2区 | 自由民主党 | 7万5412票  | 13.77% | 5    | 6/6                | /                            |
| 当   | 第38回衆議院議員総選挙 | 1986年07月06日 | 45   | 旧福岡県第2区 | 自由民主党 | 13万4179票 | 23.65% | 5    | 1/6                | /                            |
| 当   | 第39回衆議院議員総選挙 | 1990年02月18日 | 49   | 旧福岡県第2区 | 自由民主党 | 9万9876票  | 17.77% | 5    | 2/6                | /                            |
| 当   | 第40回衆議院議員総選挙 | 1993年07月18日 | 52   | 旧福岡県第2区 | 自由民主党 | 10万1080票 | 19.27% | 5    | 1/6                | /                            |
| 当   | 第41回衆議院議員総選挙 | 1996年10月20日 | 56   | 福岡県第8区   | 自由民主党 | 11万4408票 | 50.49% | 1    | 1/3                | /                            |
| 当   | 第42回衆議院議員総選挙 | 2000年06月25日 | 59   | 福岡県第8区   | 自由民主党 | 12万178票  | 49.91% | 1    | 1/5                | /                            |
| 当   | 第43回衆議院議員総選挙 | 2003年11月09日 | 63   | 福岡県第8区   | 自由民主党 | 13万2646票 | 57.72% | 1    | 1/3                | /                            |
| 当   | 第44回衆議院議員総選挙 | 2005年09月11日 | 64   | 福岡県第8区   | 自由民主党 | 14万5229票 | 56.89% | 1    | 1/3                | /                            |
| 当   | 第45回衆議院議員総選挙 | 2009年08月30日 | 68   | 福岡県第8区   | 自由民主党 | 16万5327票 | 62.21% | 1    | 1/3                | /                            |
| 当   | 第46回衆議院議員総選挙 | 2012年12月16日 | 72   | 福岡県第8区   | 自由民主党 | 14万6712票 | 68.36% | 1    | 1/3                | /                            |
| 当   | 第47回衆議院議員総選挙 | 2014年12月14日 | 74   | 福岡県第8区   | 自由民主党 | 12万6684票 | 71.32% | 1    | 1/2                | /                            |
| 当   | 第48回衆議院議員総選挙 | 2017年10月22日 | 77   | 福岡県第8区   | 自由民主党 | 13万5334票 | 72.23% | 1    | 1/2                | /                            |
| 当   | 第49回衆議院議員総選挙 | 2021年10月31日 | 81   | 福岡県第8区   | 自由民主党 | 10万4924票 | 59.63% | 1    | 1/3                | /                            |
| 当   | 第50回衆議院議員総選挙 | 2024年10月27日 | 84   | 福岡県第8区   | 自由民主党 | 9万2534票  | 56.97% | 1    | 1/3                | /                            |

## 栄典
- ペルー:ペルー太陽勲章ダイヤモンド付きグランド・クロス - （2008年）
- ウズベキスタン:友好勲章 - （2020年）
- ブラジル:南十字星国家勲章グランド・クロス - （2020年）

## エピソード

### 学生時代
- アメリカのスタンフォード大学で大学院に在籍していた時、祖父の吉田茂がマッカーサー将軍の葬儀に参列し、その帰途サンフランシスコにいる麻生の所に赴いた。その時、アングロファイル（英国偏愛家）であった吉田は、麻生のカリフォルニア訛りのアメリカ英語が気に入らなかったらしく、東京に戻った際、吉田の娘であり、麻生の母にあたる和子に厳命し、直ちにスタンフォード大学から引っこ抜くように言いつけたという。その結果、もうすぐ修士号を取得しそうだったにも関わらず、イギリスのLSE（ロンドン・スクール・オブ・エコノミクス）へ送り出された。イギリスに送り出されたために、カリフォルニア訛りのアメリカ英語が、イギリス英語のコックニー訛りに変わったという[212]。

### 内閣総理大臣就任前
- 2001年（平成13年）
  - 2001年の経済財政政策担当大臣在任期間中、「日本を裕福なユダヤ人が住みたいと思う国にしたい」と発言したことが報道された[213]。
- 2006年（平成18年）
  - 9月17日、有楽町マリオン前での街頭演説では、熱心な麻生の追っかけに対して「女の子ならともかく、男に追いかけられるのは初めて。励みになるよ」と演説中に述べた[214]。翌18日に浅草でおこなった街頭演説では、「来た、見た、勝った」の文字をもじった『来た、見た、笑った! 麻生太郎』のゲートフラッグを掲げた者もいた[215]。
  - 11月、外務大臣（当時）ニューヨーク・タイムズが太平洋戦争中における麻生鉱業の捕虜強制労働を報じた際に「事実が確認出来ない」と応え、在ニューヨーク総領事館にもウェブサイトでその旨反論させた。この反論はのちに2008年12月18日、裏づけとなる第一復員省まとめの公文書が厚生労働省で発見された事を受け削除されている[216]。
  - 財務大臣（当時）の谷垣禎一との「安倍晋三首相に歯向かっても何もできない。だからオレと組め。その代わり、オレに総理を先にやらせろ」という会話があったと谷垣が述べたが、麻生はこれに対し、「こっちはまだ回答をもらっておらず、そういうこと（会話内容）を全然関係ないところでしゃべって、マナーとしていかがなもんか」と述べた[217]。
- 2007年（平成19年）
  - 9月23日、自民党総裁選の投開票が行われたが、自民党本部前には正午から16時ごろまで「麻生」と書かれた紙やプラカードを持った300人ほどの支持者たちが集結し、「麻生！麻生！」とシュプレヒコールを上げ続けた[218]。この支持者の集まりを見た麻生太郎は 「多分、自民党員はゼロよ。2ちゃんねるで（スレッドが）立ったんだろうけど、永田町にあんなに人が集まるなんて例はない」と話し、感激した様子だった[218]。
  - 10月6日、フジテレビ系列の情報番組であるハッケン!!でのインタビューで「2ちゃんねるに時々書き込みをしている。新聞より核心を突いてくる」と公言。これは2ちゃんねるユーザーの間でも話題になった[219]。
- 2008年（平成20年）
  - 自民党総裁選時に麻生が出馬する際、神奈川県川崎市麻生区の区役所など住民票などを請求する名前の記入例に『麻生太郎』と書いてあったが、区民からの指摘により、麻生区は急遽別の名前と差し替える『珍事』が発生した[220]。
  - 9月16日、自民党総裁選で麻生以下5人の候補は、公開討論会でそれぞれ自己分析を披露した。その際に、麻生は「ひと言多いこと」と発言した[221]。

### 内閣総理大臣就任後
- 2008年（平成20年）
  - 9月、「総理大臣公邸に入居するのは解散総選挙を行った後」としており、総理大臣任命後も自宅から通勤していた。総理が自宅（東京都渋谷区）から官邸へ通勤するのは、宮沢喜一以来15年ぶり。
  - 10月2日から麻生内閣メールマガジン「太郎ちゃんねる」を2009年まで配信し続けた（最終号は第44号、2009年9月3日）。創刊号では景気対策の必要性を主張したほか、「麻生内閣の一員になったつもりで忌憚のない意見を」と呼びかけている。内閣としては初の動画も用意した。
  - 11月、麻生は日常会話でよく使われる漢字を演説で発音したり読み間違えたりすることが多かったと報じられた[222]。
  - インターネット掲示板「２ちゃんねる」などで「麻生太郎にクリスマスカードを送ろう！」という応援の呼びかけが巻き起こり、麻生太郎首相あてに全国の支持者らから「頑張ってください」との激励のクリスマスカードが2008年12月15日までに衆議院の事務所に250通届いた[223]。これについて、麻生首相は「誠にありがたい。新聞記者の意見と全然違う」と喜んだ。
- 2009年（平成21年）
  - 1月19日より、総理大臣公邸にて居住を始めた。
  - 10月26日には総理総裁就任後初めて、秋葉原駅前にて自身3度目の街頭演説を行った際、2008年6月8日に起こった秋葉原無差別殺傷事件を取り上げ、「世の中が暗くなっている」と話し、「明るい世の中にしよう」と呼びかけた。また、麻生は中小企業、零細企業、地方銀行について触れ、従業員の最低賃金を上げることや、非正規雇用を正規雇用にし、その際の負担は政府が賄うということを話し、就任当時から語っている景気対策の必要性を主張した[224]。
  - 11月19日、都内のホテルで開かれた私立幼稚園PTAの全国大会で挨拶した麻生は「家庭でしつける力がなくなってきた」と指摘したうえで、「じいさん、ばあさん、やかましいおやじさんの存在が薄くなってきたせいもあって、幼稚園で何とかしろと負担が掛かってきている。しつけるべきは母親だ」と批判した[225]。麻生は大会を「幼稚園の教員による会合」と勘違いしていたとされ、会場に園児の母親が多数出席していることに気づくと、批判のトーンを弱めている[226][227]。
  - 動画サイトニコニコ動画内の自民党公式チャンネルにおいて、ニコニコ動画のマスコットキャラクター「ニコニコテレビ君」を、麻生の顔文字である「（゜⊿゜）」に置き換えた「タロビ」というキャラクターが生み出され、ユーザー内で話題となった[228]。
- 日本のソフトコンテンツ産業の向上のために、平成21年補正予算に「国立メディア芸術総合センター」の構想を練る[229]。

### 内閣総理大臣退任後
- 2009年（平成21年）

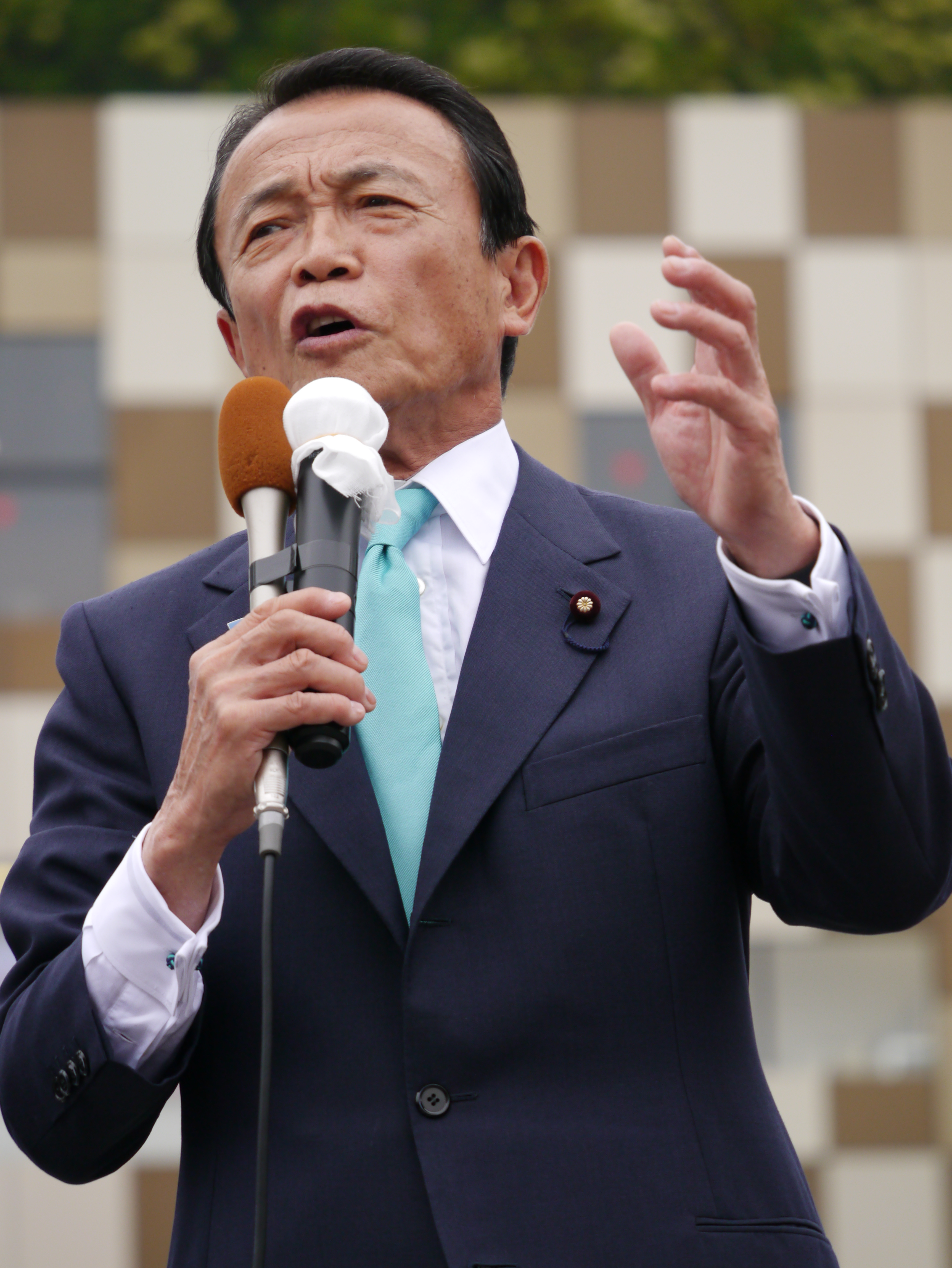
2016年6月撮影

  - 麻生の盟友である中川昭一が死去した際、10月16日に北海道帯広市で行われた「哀惜の会」にて弔辞を読み、「昭ちゃん。まさか、あなたの弔辞を13歳も年上の私が読むことになろうとは…」と発言した[230]。
  - 11月12日には、天皇陛下御即位二十年をお祝いする国民祭典に来賓として出席し、祝辞こそ述べなかったものの、ステージ上から天皇を祝った。
- 2010年（平成22年）
  - 4月19日放送のテレビ朝日の「ビートたけしのTVタックル」に出演した[231]。
  - 6月9日、自民党本部8階で行われた、自民党ネットサポーターズクラブ（J-NSC）の設立総会に出席。挨拶の際に『アサ ナマタロウではなくて、麻生太郎（あそう たろう）です』と発言した[232]。
  - 9月28日、グランドプリンスホテル赤坂で行われた、中川昭一の一周忌「偲ぶ会」に出席。式辞の際に「『IMFに10兆円を出す』という決断が、リーマン・ショック後の世界経済の混乱を相当食い止めた。良い仕事をした時はマスコミは評価すべきだ。尖閣の様な、ふざけた話が起きた時（尖閣諸島中国漁船衝突事件）は、『日本の国を売るようなことは、止めるべきだ』と大きな声で批判すべき。中川氏が生きていたら、もっと大きな声で言っていたでしょう」と述べた[233]。
  - 9月29日、東京国際フォーラムで行われた映画『SP THE MOTION PICTURE 野望篇』完成披露試写会に、特別ゲストとして出席。映画で登場したSPについて「あれだけ長時間追いかけられる人は、私に実際に付いた人たちの中でも中々居ない。大したもんだなと思いましたよ。警護術はきちんとしてたし、簡単に拳銃を抜かないし。『オレだったらそこで撃ってしまうけどな』と、思う場面もありましたよ」と述べた[234]。
- 2011年（平成23年）
  - 1月1日、ブラジル連邦共和国第36代大統領、ジルマ・ルセフの大統領就任式に、日本国政府特使として出席した[235]。
- 2012年（平成24年）
  - 2012年自由民主党総裁選挙の際、当時総裁だった谷垣禎一が続投を表明していたが、これに造反する形で出馬した石原伸晃に対し、9月13日の会見で「下克上とか平成の明智光秀（という）、ありがたくない冠をこの人は当分頂くことになる。私の人生哲学には合わない」「石原氏を支援する人の神経がよく分からない」と批判した[236]。
  - 12月26日、民主党政権が終焉し野田内閣 (第3次改造)総辞職。公明党との連立政権で与党復帰して新たに成立した第2次安倍内閣に副総理兼財務大臣兼金融担当大臣として入閣。
- 2017年（平成29年）
  - 9月23日、栃木県宇都宮市内のホテルで講演中、朝鮮半島有事で日本に大量に押し寄せる可能性のある難民への対応について触れた上で、「武装難民かもしれない。警察で対応できるか、自衛隊の防衛出動か、射殺ですか。真剣に考えた方がいい」と発言した[237]。
- 2019年（令和元年）
  - 10月24日、原田義昭前環境相のパーティーに出席した際、「きちんとしたことがはっきり言える。票にならなくても言わなくちゃいけないことは言う。これが大事」として評している[238]。
- 2020年（令和2年）
  - 7月16日、新型コロナウイルスの感染拡大を受けて4月から延期していた政治資金パーティーを、自民党内の他派閥に先んじて開催した[239]。
- 2021年（令和3年）
  - 10月25日、北海道小樽市での街頭演説で「昔、北海道のコメは『厄介道米（やっかいどうまい）』と言われるほど売れないコメだった。今はその北海道がやたら美味いコメを作るようになった。農家のおかげですか？農協の力ですか？違います。温度が上がったからです」「平均気温が2度上がったおかげで北海道のコメは美味しくなった。地球温暖化といえば悪い話しか書いてありませんが、温暖化でいいこともあります」「それを輸出している。これが現実です」などと述べた[240][241][242][243][244]。
    - この発言に対して、野党などからは「品種改良の努力を踏みにじっている」などといった批判があがった。立憲民主党の枝野幸男代表は、麻生氏の発言に関して、「あまりにもデリカシーがなさ過ぎ、草の根の暮らしが分かっていない」「農家の皆さんを傷つけるもので、許しがたい」と批判した[245]。また、同党北海道連は、「農業関係者の長年にわたる努力を侮辱したもので、温暖化と結びつけるのは見当違いだ」と抗議した[246]。日本共産党の小池晃書記局長は、「温暖化で良くなったなどと言うのはあまりに危機感がない」と断罪した[247]。そしてれいわ新選組の山本太郎代表は、「自民党は農業を軽く扱っており、麻生氏は農業をなめている。即刻退場レベルの話だ」と非難した[245]。
    - 与党内からも批判の声があがった。公明党の山口那津男代表は、「冗談じゃありませんよ」「温暖化だけでおいしくなるはずがないじゃありませんか。品種改良を重ね、水や土の管理をしっかりやった農家の努力があればこそ」と述べ、麻生発言を批判した[248]。加えて、「農家の努力に敬意を払ってもらいたい。それが与党の政治家の務めだ」と苦言を呈した[247]。
    - 東京新聞は、この発言に関して、「やっと閣外に去ったというのに、党副総裁に居座って、まだまだ炎上するぞと言わんばかり。のたまった内容も、やはり温暖化対策が喫緊の課題という世界の潮流からすれば化石的思考だ」との論評を発表した[249]。
    - 北海道農民連盟では、この発言に対して組合員から「冗談じゃない」という怒りの声が多数寄せられた[250]。同連盟の大久保明義委員長は、この発言を受けて、「全国でも北海道米が高い評価を得ているのは、官・民・農が一体となって協力した結果」であり「全道挙げて品種改良を重ね、『北海道ブランド米』としての地位を確立した結果」であるとした上で、「生産者の努力と技術をないがしろにするような発言は断じて許されない」、「温暖化を肯定するような発言は耳を疑う」、「自民党副総裁の発言としてあるまじき由々しき事態」、と抗議の談話を発表した[241][244][251][252][253]。
    - 北海道大学農学研究院元教授の川村周三は、 「温暖化の影響はほとんどない」と述べ、これを否定した[243]。また、大学院大学至善館の枝広淳子教授は、「温暖化は気温上昇だけでなく、雨の降り方も変化させる。農業を含め、さまざまな分野でマイナスの影響が大きい」とした上で、「別の地方では収穫量が減るなど悪影響が出ている。それなのに1つの地方や今の局面だけを切り取り『温暖化の良い面』とするのは、かなり無責任と言わざるを得ない」と指摘した[249]。
    - 同月25日、自民党総裁で首相の岸田文雄も「最近コメの品評会をやると、北海道が上位に食い込んで、東北や北陸が後れを取っている。間違いなく気候変動の結果だと思う」と語った[244]。しかし翌26日、岸田首相は、麻生副総裁の発言に関して、「適切ではなかったのかなと思う。申し訳ないと思います」と陳謝した[245][246][254][255]。また、自民党所属の金子原二郎農相は、「農家の皆さんの努力に尽きる。気候どうこうというより、気候に合ったものを作る努力をした結果、今日がある」と述べ、麻生の発言を修正した[256]。

### 漫画についてのエピソード
- 漫画が好きであることが広く知られる[42]。
- 初めて読んだ漫画は『のらくろ上等兵』『冒険ダン吉』などであったという。昭和20年代の雑誌『冒険王』や『少年』を読んでおり、手塚治虫の『ジャングル大帝』『鉄腕アトム』などに触れた[257]。
- 学生時代にアメリカ合衆国へ留学した際も、母についた秘書が『週刊少年サンデー』と『週刊少年マガジン』を船便で日本から麻生の元へ送った。当時は海外在住の日本人が少なく、日本の漫画も貴重なものだった[257]。
- 初めて物語の脚本として面白いと感じたのは、本宮ひろ志の『男一匹ガキ大将』であった。当時の漫画は大人が読まないものだったという[257]。
- 1980年代に大学生の流行語が『右手にマガジン、左手にジャーナル（編集長：筑紫哲也） 』とされ、大学生が漫画を読んでも不思議がられない時代となったことについて、「（朝日ジャーナルで）学生が､皆かぶれたわけでしょ。」「あれとコミックでうまいこと､若い人がバランスを取ってたとすりゃあ､コミックって大したもんですよ。」と評した[257]。
- 学生時代から社会人や経営者を経る間も、継続して漫画を読んでいた。「ずっと読んでると､なんとなく時代がわかる」という[257]。
  - 例えば、「1960年代には安保闘争の影響で反体制的な漫画が主力で、『忍者武芸帳』『サスケ』などがみられた。しかし1970年代には体制のために体を張るような『巨人の星』『宇宙戦艦ヤマト』が人気になった。1980年代には組織に属しながらも個を貫くという『浮浪雲』『バツ＆テリー』が出てきた。1990年代にはオカルトが人気になり、『ジョジョの奇妙な冒険』『犬夜叉』など超能力が目立った。オウム真理教も出てきた。21世紀に入ると『刃牙』など主人公が強い作品が出てきた。イラクやイランでの紛争を経て、男は強くなければだめだという話になるのだろうか」と2003年に語った[257]。

#### 2003年
- 2003年7月に自民党政務調査会会長を務めていた時点で、週に10冊から20冊程度の漫画雑誌を購読しており、｢マガジン｣｢ジャンプ｣｢サンデー｣｢チャンピオン｣｢ビッグコミック｣｢オリジナル｣｢スペリオール｣｢スピリッツ｣｢モーニング｣｢ヤングジャンプ｣｢ビジネスジャンプ｣などを閲覧していた[257]。
  - 漫画が一種のストレス解消手段であるとし、「今はアニメーションなんかでかなりオタクでわからないものもあるが、コミックは基本的に面白くないものはない」と語った。また自身の息子や娘との共通の話題として良いと紹介した[257]。
  - 当時まで一貫して読み続けて好きな作品として『ゴルゴ13』を挙げた。他に長期連載作品として『こちら葛飾区亀有公園前派出所』や『弐十手物語』を挙げ、「長期連載作品の主人公はずっと性格が変わらない。だから土井たか子のようにブレない人物も人気がある。イメージが変わらないのが大きい。」「時代が変わるとそれに迎合する流れがあるが、急に変えたら駄目なのではないか。」などと論じた[257]。
  - ゴルフ好きとして『風の大地』も好んだ[257]。
- 選挙期間中には公用車内に漫画雑誌を置き、移動時間に閲覧しているという[257]。
- 一方で漫画だけしか読まないことも良くないとし、「難しい本を読みながら、コミックも読む」ことを推奨した[257]。
- 麻生の衆議院議員会館事務所には、書棚に様々なジャンルの漫画の単行本が並べてある[要出典]。
- 漫画好きであることは各国の首脳にも知られており、ポーランドの外務大臣からは現地（ポーランド語）版の『犬夜叉』を寄贈されている[258]。

#### 2005年
- 2005年（平成17年）に外務大臣に就任した後は文化外交・価値観外交・自由と繁栄の弧を重視し、2007年には国際漫画賞を創設した（後述）[259]。

#### 2006年
- 2006年（平成18年）4月28日にデジタルハリウッド大学で行われた政策スピーチでは、主人公が交渉人として世界を股にかける漫画作品『勇午』について触れ、「『勇午』を読んでない人は外交なんて語っちゃダメ」と論じた[260]。
- 同年から連載された大和田秀樹の漫画『ムダヅモ無き改革』では、麻生をモデルにした「麻生タロー」というキャラクターが登場している。アニメ版の声優は有本欽隆が担当。同作では実在政治家を模した多くのキャラクターが登場するが、麻生は6巻の帯に実物写真付きで登場しているなど、作中唯一の本人公認キャラクターとなっている。
- 同年4月の自衛隊イラク派遣の際、イラクでの復興支援活動に『キャプテン翼 (Captain Majed・كابتن ماج) 』のイラストを、サマーワに展開する日本の給水車に貼ることを支援したこともある[261][出典無効]。

#### 2007年
- 2007年（平成19年）2月3日、「日本のコンピュータゲームの影響で東南アジアの若年層に日本語の学習者が倍増しており、彼らはJ-POPの椎名林檎や宇多田ヒカルを日本語で歌う。食べ物や漫画も含め、それほど言葉は力を持ち、日本の文化として広まる。そういった影響を与えれば、戦争を防ぐ効果もあり、さらには国家の安全や防衛にも繋がる」という持論を、「防衛シンポジウム2007in京都」で述べたという[262]。
- 同年5月22日、麻生の肝煎りで海外の漫画家を対象にした国際漫画賞を創設することを発表[259]、麻生は「今や世界各国に現れつつある若きマンガの旗手たちに、マンガの本家本元である日本から、権威のある賞、いわばマンガのノーベル賞のようなものをあげたい。日本との絆を、それによって意識していただきたいものです」と述べ、7月2日には「マンガは愛。マンガは友情。マンガは人の成長。マンガはすべてを表します。得られる賞はプライスレス。その人は、とこしえの名前をマンガ界に刻むことになります」と述べた[263]。
- 同年5月30日から、ウィーンで開催された核拡散防止条約 (NPT) 運用検討会議の第1回準備委員会では、日本政府代表団が広島市での原爆投下による被曝体験を描いた漫画『はだしのゲン』の英訳版を加盟国に配布することになったが、これは麻生の肝煎りで実現したものである。外務省が英語版30冊を出版社から譲り受け、今後も「漫画外交」を活発に展開させることを予定している[264]。
- 同年8月18日にメキシコの日墨学院を訪問した際、在校生からメキシコで人気が高い漫画「en:Samurai X（原題:るろうに剣心 -明治剣客浪漫譚-）」について質問された場面もあった[265]。（なお、『るろうに剣心』では麻生の高祖父にあたる大久保利通が登場する）

#### 2008年
- 2008年（平成20年）8月2日に死去した漫画家の赤塚不二夫について、「あの種のギャグ漫画の草分け的存在で『シェー』をはじめ、よく笑った」とコメントした[266]。
- 同年10月26日、総理総裁として初の秋葉原での街頭演説後に秋葉原UDXで開かれた「秋葉原エンタまつり2008」の特別ステージにさいとうたかを、弘兼憲史と共にゲスト出演[267]。司会を兼任した弘兼からの「“わが青春のこの一冊”はなんですか？」との問いに対し「ここにいるお二方の作品を挙げるとアレなので」と前置きした上で本宮ひろ志の『男一匹ガキ大将』を挙げ、「7年間くらい毎週買ってましたね。そして単行本も集めたんですが、単行本を買って集めた初めての作品ですね」と返答した[267]。『ゴルゴ13』については、「冷戦が崩壊したときには物語は終わってしまうんじゃないかと思ったんですが、新しいシナリオがあってサラリーマンの意識の先を行っているので、大人が読めるマンガになっていると思います」と述べた[268]。また、「いま、映画やドラマの原作はマンガ発のものが多くなってきていると思いますが、マンガのほうが発想が豊かだからでしょう。そんなマンガ産業をもっと育てていこうと二階氏とも話していますよ」と述べた[268]。
- 同年11月に行われた日本とロシアの首脳会談にて、麻生はロシア連邦大統領のドミートリー・メドヴェージェフにドラえもんに登場する道具「タケコプター」を贈っている。メドヴェージェフは麻生の贈り物に喜び、「ロシア語の説明書はないのか」と尋ねたという[269][270]。
- 11月、漫画家・アニメーター・映画監督である宮崎駿が、当時首相であった麻生が漫画好きを公言していることに対して、「恥ずかしいと思う。それはこっそりやればいいことです。」と公然と批判した[271]。
- 「麻生が羽田空港の空港ラウンジで『ローゼンメイデン』を読んでいた」という、2005年7月23日の匿名掲示板『2ちゃんねる』の書き込みを根拠にしたデマがインターネット上で話題となった。「少女漫画」「女の子が読んでいる」という発言を残している[注釈 16]。一部の自民党を支持するおたく層から「ローゼン麻生」「ローゼン閣下」と呼ばれるようになり[272][273]、2008年度版の『現代用語の基礎知識』には「ローゼン麻生」という項目が収録された。

#### 2009年以降
- 2016年7月にポケモンGOの流行を受けて「海外での例を見ると、精神科医が対処できなかったオタク、自宅引きこもりが全部外に出てポケモンをするようになった」と語り、「精神科医より漫画の方がよほど効果が出るのが一番大きいんじゃないか」と評した[274]。
- 2021年7月のインターネットメディア『リアルライブ』では、麻生がサブカルチャーへの造詣の深さを語りながらも、2008年以降の「オタク・バッシング」へ反論していないことや、性表現規制へも積極的な姿勢を見せたことから、「麻生は少なくとも『オタクの味方』でなかったのは確かだ」と報じられた[271]。
- 2021年7月に『ゴルゴ13』の単行本の第201巻が出版され、それまでギネス世界記録を保持していた『こちら葛飾区亀有公園前派出所』の全200巻を更新したことについてNHKの記者から質問されると、「今までのNHKからの質問で一番レベルが高い」などと記者を揶揄したうえで「あれだけのインターナショナルな小説は、今まで日本で読んだことはなかった」などと絶賛した[275]。
  - その2か月後、同年9月にさいとう・たかをが死去したことについて「1989年に冷戦が終息したときに『ゴルゴ13』は終わるなと思ったが、それから20何年も続いた。惜しい人が亡くなった」などと語り、近年の別のインターナショナルな漫画として『紛争でしたら八田まで』（著者：田素弘）を紹介した[42]。

## 家族・親族
先祖
- 六世祖父 - 立花長煕（筑後三池藩第5代藩主）
- 六世祖父 - 大久保利敬（薩摩藩鹿児島城下士）
- 五世祖父 - 立花種周（筑後三池藩第6代藩主）
- 五世祖父 - 大久保利世（薩摩藩士）
- 高祖父 - 麻生賀郎（庄屋）
- 高祖父 - 立花種道
- 高祖父 - 大久保利通（政治家）
- 高祖母 - 大久保満寿子
- 高祖父 - 三島通庸（政治家）
- 曾祖父 - 麻生太吉（実業家、政治家）
- 曾祖父 - 加納久宜（政治家）
- 曾祖父 - 竹内綱（実業家、政治家）
- 曾祖父 - 牧野伸顕（政治家）
- 養曾祖父 - 吉田健三（実業家）
- 祖父 - 麻生太郎（実業家）
- 祖母 - 麻生夏子（子爵・千葉県知事加納久朗の妹、子爵加納久宜の子）
- 祖父 - 吉田茂（政治家、第45・48・49・50・51代内閣総理大臣）

両親
- 父 - 太賀吉（実業家、政治家）
- 母 - 和子（吉田茂元首相の三女、自由民権運動の闘士竹内綱、牧野伸顕伯爵の孫、明治の元勲大久保利通、元警視総監三島通庸子爵の曾孫）

兄弟
- 次郎（1964年、ヨット練習中に事故死。詳細は「学習院大学ヨット遭難事故」を参照）
- 雪子（1944年2月7日生[276]、相馬和胤の妻）
- 泰（1946年8月28日生[276]、株式会社麻生会長及び麻生ラファージュセメント社長）
同妻 - 和子（1947年4月20日生[276]、日本医師会の元会長武見太郎の二女[276]）
同長男 - 巌（1974年7月17日生[276]、株式会社麻生社長、元ドワンゴ取締役[277]）
同次男 - 健（1981年11月8日生[276]、学校法人麻生塾の理事長）
- 旦子（1951年7月4日生[276]、荒船清彦の妻）
- 信子（1955年4月9日生[276]、寬仁親王の妃）

妻子
- 妻 - 千賀子（1950年5月30日生[276]、岩手県選出の政治家・鈴木善幸の三女[276]）
- 長男 - 将豊（1984年12月29日生[276]、麻生商事株式会社代表取締役社長[278]、株式会社エクストーン元取締役[279]）
- 長女 - 彩子（1987年4月27日生[276]、聖心女子学院を経て東京大学文学部卒業）
- 孫[280]

他家
- 伯従母 - 杉山淑子（ホーネンコーポレーション（現J-オイルミルズ）の元社長杉山元太郎（同社中興の祖杉山金太郎の長男）の妻。父は牧野伸通。）
- 従兄 - 野田昌宏（キャプテン・フューチャーの翻訳者として知られるSF作家、ひらけ!ポンキッキの生みの親でガチャピンのモデル）
- 従兄 - 野田玲二郎（昌宏の弟、物理学者・菊池正士の娘婿）[281]
菊池正士の父・大麓は箕作秋坪の次男であり[282]、麻生家は野田家・菊池家を通じて箕作家ともつながる[283]。
- 再従兄弟 - 大井廣介（文芸・野球評論家、本名麻生賀一郎）

遠縁の親戚
- 渋沢栄一（麻生の祖母夏子の兄で子爵の加納久朗の孫久美子が渋沢の玄孫にあたるため。久美子の夫が橋本龍太郎）
- 岸信介、佐藤栄作、安倍晋三（麻生の祖父吉田茂の長女桜子の夫・吉田寛が岸信介、佐藤栄作兄弟のいとことなるため。岸の孫が安倍晋三）
- 堀内光雄（麻生と堀内の長男・光一郎の妻で衆議院議員の詔子の母・絢子がはとことなるため）
- 宮澤喜一（麻生の義父鈴木善幸の長男鈴木俊一の妻が宮澤喜一のいとこにあたるため)
- 岸田文雄（宮澤喜一の甥の宮澤洋一の従兄弟となるため）
宮澤家はブリヂストンの石橋家と親戚であり、この石橋家を通して、鳩山一郎・由紀夫の鳩山家、石井光次郎・公一郎の石井家ともつながる。また従兄弟・野田玲二郎の義伯母が美濃部達吉と鳩山秀夫に嫁いでいるため[283]、麻生家は美濃部達吉・亮吉の美濃部家ともつながり、鳩山家とは二重につながっている。

## 家系

麻生家の紋違い釘抜き

- 麻生百年史 〈麻生グループ〉 によると、「麻生家は今では菩提寺の川島正恩寺が消失し、過去帳なども灰に帰したためその記録も残っていないのが残念だが、同家に伝わるところによると大化の改新（六四五）で活躍した藤原鎌足の血筋を引き、藤原一族の流れをくんでいるといわれている。そして麻生家の名前の由来をたどると先祖が遠賀郡麻生郷に花の屋敷を築いた縁からその地名をとり麻生姓を名乗ったという。この地方には鎌倉、室町のころから麻生の姓を名乗る一族がいる。このように麻生家は古い士族の末裔であったが、いつのころからか村を治める庄屋（今でいう村長）になっていった。」という。
- 鈴木幸夫著『閨閥 結婚で固められる日本の支配者集団』（1965年）58頁によると、「もともと麻生家は、福岡の土豪である。太賀吉の祖父・太吉の代に、祖父伝来の土地から、石炭を発見、貝島炭鉱の貝島太助から事業上の手ほどきを受けた。また貝島の紹介で、井上馨候に接近、採掘権などの法的手続きを有利にした。学問、毛並み、幸運に恵まれなかった麻生太吉は、もっぱらそのタフな心臓と、負けん気で、ついに九州三大石炭財閥の一つにのしあがった。太吉は徹底したワンマン型のつわものであり、太賀吉はその三代目である。」という。
- 神一行著『閨閥 改訂新版 特権階級の盛衰の系譜』 39頁によると、「もともと麻生家は、福岡の大庄屋で、太賀吉の祖父・太吉の代に先祖伝来の土地から石炭が採掘され、九州三大石炭財閥（他は貝島家、安川家）の一つにのしあがった。太吉は石炭のみならず、鉄道、電気、金融まで手を広げ、それらは後の国鉄、九州電力、福岡銀行の基となっている。」という。

| 麻生太郎 | 父: 麻生太賀吉 | 祖父: 麻生太郎【先代】 | 曾祖父: 麻生太吉 |
| 麻生太郎 | 父: 麻生太賀吉 | 祖父: 麻生太郎【先代】 | 曾祖母: 麻生ヤス |
| 麻生太郎 | 父: 麻生太賀吉 | 祖母: 麻生夏子         | 曾祖父: 加納久宜 |
| 麻生太郎 | 父: 麻生太賀吉 | 祖母: 麻生夏子         | 曾祖母: -        |
| 麻生太郎 | 母: 麻生和子   | 祖父: 吉田茂           | 曾祖父: 竹内綱   |
| 麻生太郎 | 母: 麻生和子   | 祖父: 吉田茂           | 曾祖母: 竹内瀧子 |
| 麻生太郎 | 母: 麻生和子   | 祖母: 吉田雪子         | 曾祖父: 牧野伸顕 |
| 麻生太郎 | 母: 麻生和子   | 祖母: 吉田雪子         | 曾祖母: 牧野峰子 |

|            |            |            |            |            |            |  |  |          |          |          |          |          |          |          |          | 野田勢三郎 |          |          |          |          |          |                    |  |            |            |            |            |            |            |  |  |                     |          |          |          |          |          |  |  |          |          |          |          |          |          |  |  |  |  |  |  |
|            |            |            |            |            |            |  |  |          |          |          |          |          |          |          |          |            |          |          |          |          |          |                    |  |            |            |            |            |            |            |  |  |                     |          |          |          |          |          |  |  |          |          |          |          |          |          |  |  |  |  |  |  |
|            |            |            |            |            |            |  |  |          |          |          |          |          |          |          |          |            |          |          |          |          |          | 野田健三郎（養子） |  |            |            |            |            |            |            |  |  |                     |          |          |          |          |          |  |  |          |          |          |          |          |          |  |  |  |  |  |  |
|            |            |            |            |            |            |  |  |          |          |          |          |          |          |          |          |            |          |          |          |          |          |                    |  |            |            |            |            |            |            |  |  |                     |          |          |          |          |          |  |  |          |          |          |          |          |          |  |  |  |  |  |  |
|            |            |            |            |            |            |  |  |          |          |          |          |          |          |          |          |            |          |          |          |          |          |                    |  |            |            |            |            |            |            |  |  | 野田宏一郎 （昌宏） |          |          |          |          |          |  |  |          |          |          |          |          |          |  |  |  |  |  |  |
|            |            |            |            |            |            |  |  |          |          |          |          |          |          |          |          |            |          |          |          |          |          |                    |  |            |            |            |            |            |            |  |  |                     |          |          |          |          |          |  |  |          |          |          |          |          |          |  |  |  |  |  |  |
|            |            |            |            |            |            |  |  |          |          |          |          |          |          |          |          |            |          |          |          |          |          |                    |  | ツヤ子     |            |            |            |            |            |  |  |                     |          |          |          |          |          |  |  |          |          |          |          |          |          |  |  |  |  |  |  |
|            |            |            |            |            |            |  |  |          |          |          |          |          |          |          |          |            |          |          |          |          |          |                    |  |            |            |            |            |            |            |  |  |                     |          |          |          |          |          |  |  |          |          |          |          |          |          |  |  |  |  |  |  |
|            |            |            |            |            |            |  |  |          |          |          |          |          |          |          |          |            |          |          |          |          |          |                    |  |            |            |            |            |            |            |  |  | 鈴木俊一            |          |          |          |          |          |  |  |          |          |          |          |          |          |  |  |  |  |  |  |
|            |            |            |            |            |            |  |  |          |          |          |          |          |          |          |          |            |          |          |          |          |          |                    |  |            |            |            |            |            |            |  |  |                     |          |          |          |          |          |  |  |          |          |          |          |          |          |  |  |  |  |  |  |
| 加納久宜   | 加納久宜   | 加納久宜   | 加納久宜   | 加納久宜   | 加納久宜   |  |  |          |          | 加納久朗 | 加納久朗 | 加納久朗 | 加納久朗 | 加納久朗 | 加納久朗 |            |          |          |          |          |          |                    |  | 鈴木善幸   | 鈴木善幸   | 鈴木善幸   | 鈴木善幸   | 鈴木善幸   | 鈴木善幸   |  |  | 千賀子              | 千賀子   | 千賀子   | 千賀子   | 千賀子   | 千賀子   |  |  |          |          |          |          |          |          |  |  |  |  |  |  |
| 加納久宜   | 加納久宜   | 加納久宜   | 加納久宜   | 加納久宜   | 加納久宜   |  |  |          |          | 加納久朗 | 加納久朗 | 加納久朗 | 加納久朗 | 加納久朗 | 加納久朗 |            |          |          |          |          |          |                    |  | 鈴木善幸   | 鈴木善幸   | 鈴木善幸   | 鈴木善幸   | 鈴木善幸   | 鈴木善幸   |  |  | 千賀子              | 千賀子   | 千賀子   | 千賀子   | 千賀子   | 千賀子   |  |  |          |          |          |          |          |          |  |  |  |  |  |  |
|            |            |            |            |            |            |  |  |          |          |          |          |          |          |          |          | 八重子     | 八重子   | 八重子   | 八重子   | 八重子   | 八重子   |                    |  |            |            |            |            |            |            |  |  |                     |          |          |          |          |          |  |  | 麻生将豊 | 麻生将豊 | 麻生将豊 | 麻生将豊 | 麻生将豊 | 麻生将豊 |  |  |  |  |  |  |
|            |            |            |            |            |            |  |  |          |          |          |          |          |          |          |          | 八重子     | 八重子   | 八重子   | 八重子   | 八重子   | 八重子   |                    |  |            |            |            |            |            |            |  |  |                     |          |          |          |          |          |  |  | 麻生将豊 | 麻生将豊 | 麻生将豊 | 麻生将豊 | 麻生将豊 | 麻生将豊 |  |  |  |  |  |  |
|            |            |            |            |            |            |  |  |          |          |          |          |          |          |          |          | 夏子       | 夏子     | 夏子     | 夏子     | 夏子     | 夏子     |                    |  |            |            |            |            |            |            |  |  | 麻生太郎            | 麻生太郎 | 麻生太郎 | 麻生太郎 | 麻生太郎 | 麻生太郎 |  |  | 麻生彩子 | 麻生彩子 | 麻生彩子 | 麻生彩子 | 麻生彩子 | 麻生彩子 |  |  |  |  |  |  |
|            |            |            |            |            |            |  |  |          |          |          |          |          |          |          |          | 夏子       | 夏子     | 夏子     | 夏子     | 夏子     | 夏子     |                    |  |            |            |            |            |            |            |  |  | 麻生太郎            | 麻生太郎 | 麻生太郎 | 麻生太郎 | 麻生太郎 | 麻生太郎 |  |  | 麻生彩子 | 麻生彩子 | 麻生彩子 | 麻生彩子 | 麻生彩子 | 麻生彩子 |  |  |  |  |  |  |
|            |            |            |            |            |            |  |  |          |          |          |          |          |          |          |          |            |          |          |          |          |          |                    |  | 麻生太賀吉 | 麻生太賀吉 | 麻生太賀吉 | 麻生太賀吉 | 麻生太賀吉 | 麻生太賀吉 |  |  | 麻生次郎            | 麻生次郎 | 麻生次郎 | 麻生次郎 | 麻生次郎 | 麻生次郎 |  |  |          |          |          |          |          |          |  |  |  |  |  |  |
|            |            |            |            |            |            |  |  |          |          |          |          |          |          |          |          |            |          |          |          |          |          |                    |  | 麻生太賀吉 | 麻生太賀吉 | 麻生太賀吉 | 麻生太賀吉 | 麻生太賀吉 | 麻生太賀吉 |  |  | 麻生次郎            | 麻生次郎 | 麻生次郎 | 麻生次郎 | 麻生次郎 | 麻生次郎 |  |  |          |          |          |          |          |          |  |  |  |  |  |  |
| 麻生賀郎   | 麻生賀郎   | 麻生賀郎   | 麻生賀郎   | 麻生賀郎   | 麻生賀郎   |  |  | 麻生太吉 | 麻生太吉 | 麻生太吉 | 麻生太吉 | 麻生太吉 | 麻生太吉 |          |          | 麻生太郎   | 麻生太郎 | 麻生太郎 | 麻生太郎 | 麻生太郎 | 麻生太郎 |                    |  |            |            |            |            |            |            |  |  | 雪子                | 雪子     | 雪子     | 雪子     | 雪子     | 雪子     |  |  |          |          |          |          |          |          |  |  |  |  |  |  |
| 麻生賀郎   | 麻生賀郎   | 麻生賀郎   | 麻生賀郎   | 麻生賀郎   | 麻生賀郎   |  |  | 麻生太吉 | 麻生太吉 | 麻生太吉 | 麻生太吉 | 麻生太吉 | 麻生太吉 |          |          | 麻生太郎   | 麻生太郎 | 麻生太郎 | 麻生太郎 | 麻生太郎 | 麻生太郎 |                    |  |            |            |            |            |            |            |  |  | 雪子                | 雪子     | 雪子     | 雪子     | 雪子     | 雪子     |  |  |          |          |          |          |          |          |  |  |  |  |  |  |
|            |            |            |            |            |            |  |  |          |          |          |          |          |          |          |          |            |          |          |          |          |          |                    |  | 和子       |            |            |            |            |            |  |  |                     |          |          |          |          |          |  |  |          |          |          |          |          |          |  |  |  |  |  |  |
|            |            |            |            |            |            |  |  |          |          |          |          |          |          |          |          |            |          |          |          |          |          |                    |  |            |            |            |            |            |            |  |  |                     |          |          |          |          |          |  |  |          |          |          |          |          |          |  |  |  |  |  |  |
|            |            |            |            |            |            |  |  | 竹内綱   | 竹内綱   | 竹内綱   | 竹内綱   | 竹内綱   | 竹内綱   |          |          | 吉田茂     | 吉田茂   | 吉田茂   | 吉田茂   | 吉田茂   | 吉田茂   |                    |  | 吉田健一   | 吉田健一   | 吉田健一   | 吉田健一   | 吉田健一   | 吉田健一   |  |  | 相馬和胤            | 相馬和胤 | 相馬和胤 | 相馬和胤 | 相馬和胤 | 相馬和胤 |  |  |          |          |          |          |          |          |  |  |  |  |  |  |
|            |            |            |            |            |            |  |  | 竹内綱   | 竹内綱   | 竹内綱   | 竹内綱   | 竹内綱   | 竹内綱   |          |          | 吉田茂     | 吉田茂   | 吉田茂   | 吉田茂   | 吉田茂   | 吉田茂   |                    |  | 吉田健一   | 吉田健一   | 吉田健一   | 吉田健一   | 吉田健一   | 吉田健一   |  |  | 相馬和胤            | 相馬和胤 | 相馬和胤 | 相馬和胤 | 相馬和胤 | 相馬和胤 |  |  |          |          |          |          |          |          |  |  |  |  |  |  |
|            |            |            |            |            |            |  |  |          |          |          |          |          |          |          |          |            |          |          |          |          |          |                    |  | 吉田正男   | 吉田正男   | 吉田正男   | 吉田正男   | 吉田正男   | 吉田正男   |  |  | 旦子                | 旦子     | 旦子     | 旦子     | 旦子     | 旦子     |  |  |          |          |          |          |          |          |  |  |  |  |  |  |
|            |            |            |            |            |            |  |  |          |          |          |          |          |          |          |          |            |          |          |          |          |          |                    |  | 吉田正男   | 吉田正男   | 吉田正男   | 吉田正男   | 吉田正男   | 吉田正男   |  |  | 旦子                | 旦子     | 旦子     | 旦子     | 旦子     | 旦子     |  |  |          |          |          |          |          |          |  |  |  |  |  |  |
|            |            |            |            |            |            |  |  |          |          |          |          |          |          |          |          | 雪子       | 雪子     | 雪子     | 雪子     | 雪子     | 雪子     |                    |  | 江子       | 江子       | 江子       | 江子       | 江子       | 江子       |  |  |                     |          |          |          |          |          |  |  |          |          |          |          |          |          |  |  |  |  |  |  |
|            |            |            |            |            |            |  |  |          |          |          |          |          |          |          |          | 雪子       | 雪子     | 雪子     | 雪子     | 雪子     | 雪子     |                    |  | 江子       | 江子       | 江子       | 江子       | 江子       | 江子       |  |  |                     |          |          |          |          |          |  |  |          |          |          |          |          |          |  |  |  |  |  |  |
| 大久保利通 | 大久保利通 | 大久保利通 | 大久保利通 | 大久保利通 | 大久保利通 |  |  | 牧野伸顕 | 牧野伸顕 | 牧野伸顕 | 牧野伸顕 | 牧野伸顕 | 牧野伸顕 |          |          |            |          |          |          |          |          |                    |  | 桜子       | 桜子       | 桜子       | 桜子       | 桜子       | 桜子       |  |  | 荒船清彦            | 荒船清彦 | 荒船清彦 | 荒船清彦 | 荒船清彦 | 荒船清彦 |  |  |          |          |          |          |          |          |  |  |  |  |  |  |
| 大久保利通 | 大久保利通 | 大久保利通 | 大久保利通 | 大久保利通 | 大久保利通 |  |  | 牧野伸顕 | 牧野伸顕 | 牧野伸顕 | 牧野伸顕 | 牧野伸顕 | 牧野伸顕 |          |          |            |          |          |          |          |          |                    |  | 桜子       | 桜子       | 桜子       | 桜子       | 桜子       | 桜子       |  |  | 荒船清彦            | 荒船清彦 | 荒船清彦 | 荒船清彦 | 荒船清彦 | 荒船清彦 |  |  |          |          |          |          |          |          |  |  |  |  |  |  |
|            |            |            |            |            |            |  |  |          |          |          |          |          |          |          |          |            |          |          |          |          |          |                    |  |            |            |            |            |            |            |  |  | 信子                |          |          |          |          |          |  |  |          |          |          |          |          |          |  |  |  |  |  |  |
|            |            |            |            |            |            |  |  |          |          |          |          |          |          |          |          |            |          |          |          |          |          |                    |  |            |            |            |            |            |            |  |  |                     |          |          |          |          |          |  |  |          |          |          |          |          |          |  |  |  |  |  |  |
| 三島通庸   | 三島通庸   | 三島通庸   | 三島通庸   | 三島通庸   | 三島通庸   |  |  | 峰子     | 峰子     | 峰子     | 峰子     | 峰子     | 峰子     |          |          |            |          |          |          |          |          |                    |  |            |            |            |            |            |            |  |  |                     |          |          |          |          |          |  |  | 彬子女王 | 彬子女王 | 彬子女王 | 彬子女王 | 彬子女王 | 彬子女王 |  |  |  |  |  |  |
| 三島通庸   | 三島通庸   | 三島通庸   | 三島通庸   | 三島通庸   | 三島通庸   |  |  | 峰子     | 峰子     | 峰子     | 峰子     | 峰子     | 峰子     |          |          |            |          |          |          |          |          |                    |  |            |            |            |            |            |            |  |  |                     |          |          |          |          |          |  |  | 彬子女王 | 彬子女王 | 彬子女王 | 彬子女王 | 彬子女王 | 彬子女王 |  |  |  |  |  |  |
|            |            |            |            |            |            |  |  |          |          |          |          |          |          |          |          | 利武子     | 利武子   | 利武子   | 利武子   | 利武子   | 利武子   |                    |  |            |            |            |            |            |            |  |  | 寬仁親王            | 寬仁親王 | 寬仁親王 | 寬仁親王 | 寬仁親王 | 寬仁親王 |  |  | 瑶子女王 | 瑶子女王 | 瑶子女王 | 瑶子女王 | 瑶子女王 | 瑶子女王 |  |  |  |  |  |  |
|            |            |            |            |            |            |  |  |          |          |          |          |          |          |          |          | 利武子     | 利武子   | 利武子   | 利武子   | 利武子   | 利武子   |                    |  |            |            |            |            |            |            |  |  | 寬仁親王            | 寬仁親王 | 寬仁親王 | 寬仁親王 | 寬仁親王 | 寬仁親王 |  |  | 瑶子女王 | 瑶子女王 | 瑶子女王 | 瑶子女王 | 瑶子女王 | 瑶子女王 |  |  |  |  |  |  |
|            |            |            |            |            |            |  |  |          |          |          |          |          |          |          |          |            |          |          |          |          |          |                    |  |            |            |            |            |            |            |  |  | 麻生泰              |          |          |          |          |          |  |  |          |          |          |          |          |          |  |  |  |  |  |  |
|            |            |            |            |            |            |  |  |          |          |          |          |          |          |          |          |            |          |          |          |          |          |                    |  |            |            |            |            |            |            |  |  |                     |          |          |          |          |          |  |  |          |          |          |          |          |          |  |  |  |  |  |  |
|            |            |            |            |            |            |  |  |          |          |          |          |          |          |          |          |            |          |          |          |          |          |                    |  | 英子       | 英子       | 英子       | 英子       | 英子       | 英子       |  |  |                     |          |          |          |          |          |  |  | 麻生巌   | 麻生巌   | 麻生巌   | 麻生巌   | 麻生巌   | 麻生巌   |  |  |  |  |  |  |
|            |            |            |            |            |            |  |  |          |          |          |          |          |          |          |          |            |          |          |          |          |          |                    |  | 英子       | 英子       | 英子       | 英子       | 英子       | 英子       |  |  |                     |          |          |          |          |          |  |  | 麻生巌   | 麻生巌   | 麻生巌   | 麻生巌   | 麻生巌   | 麻生巌   |  |  |  |  |  |  |
|            |            |            |            |            |            |  |  |          |          |          |          |          |          |          |          |            |          |          |          |          |          |                    |  |            |            |            |            |            |            |  |  | 和子                | 和子     | 和子     | 和子     | 和子     | 和子     |  |  | 麻生健   | 麻生健   | 麻生健   | 麻生健   | 麻生健   | 麻生健   |  |  |  |  |  |  |
|            |            |            |            |            |            |  |  |          |          |          |          |          |          |          |          |            |          |          |          |          |          |                    |  |            |            |            |            |            |            |  |  | 和子                | 和子     | 和子     | 和子     | 和子     | 和子     |  |  | 麻生健   | 麻生健   | 麻生健   | 麻生健   | 麻生健   | 麻生健   |  |  |  |  |  |  |
|            |            |            |            |            |            |  |  |          |          |          |          |          |          |          |          | 秋月種英   | 秋月種英 | 秋月種英 | 秋月種英 | 秋月種英 | 秋月種英 |                    |  | 武見太郎   | 武見太郎   | 武見太郎   | 武見太郎   | 武見太郎   | 武見太郎   |  |  | 武見敬三            | 武見敬三 | 武見敬三 | 武見敬三 | 武見敬三 | 武見敬三 |  |  |          |          |          |          |          |          |  |  |  |  |  |  |
|            |            |            |            |            |            |  |  |          |          |          |          |          |          |          |          | 秋月種英   | 秋月種英 | 秋月種英 | 秋月種英 | 秋月種英 | 秋月種英 |                    |  | 武見太郎   | 武見太郎   | 武見太郎   | 武見太郎   | 武見太郎   | 武見太郎   |  |  | 武見敬三            | 武見敬三 | 武見敬三 | 武見敬三 | 武見敬三 | 武見敬三 |  |  |          |          |          |          |          |          |  |  |  |  |  |  |

## テレビ番組
- 日経スペシャル カンブリア宮殿 「ニッポンの次なるリーダーに聞く！ ～あなたが総理になったら、 私たちの暮らしは、どう変わりますか？～」（2006年9月18日、テレビ東京）- 安倍晋三、谷垣禎一と共に出演[284]。

## 著作
- 『祖父 吉田茂の流儀』（2000年5月24日、PHP研究所）ISBN 9784569611112
- 『麻生太郎の原点 祖父・吉田茂の流儀』（2007年4月15日、徳間書店 徳間文庫）ISBN 978-4198925819
- 『自由と繁栄の弧』（2007年6月5日、幻冬舎）ISBN 9784344013339
  - 『自由と繁栄の弧』（2008年9月20日、幻冬舎 幻冬舎文庫）ISBN 9784344411975
- 『とてつもない日本』（2007年6月10日、新潮社 新潮新書）ISBN 978-4106102172

## 関連項目

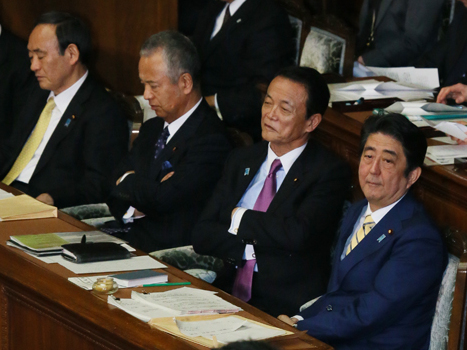
右から安倍、麻生、甘利、菅の「3A+S」（2016年1月、衆議院本会議にて）

### 共著
- 『自民党の智恵』（共著者:伊吹文明・他、編集:シンクタンク2005・日本）（2008年1月30日、成甲書房）ISBN 978-4880862279
- 『「国力」会議 保守の底力が日本を一流にする』（共著者:石破茂 平沼赳夫 与謝野馨、編:浜田和幸）（2008年5月1日、祥伝社）ISBN 9784396613075

### 関連書籍
- 『太郎さんの秘密 明解「麻生太郎」の基礎知識』（著者:新川典弘）（2008年10月15日、集英社）ISBN 9784420310260
- 『吉田茂 麻生太郎の原点』（著者:塩澤実信）（2009年1月10日、北辰堂出版）ISBN 9784904086865
- 『太郎と一郎、国盗り合戦！ ガラガラポン！日本政治』（著者:業田良家）（2009年5月1日、竹書房）ISBN 9784812437865
- 『政権ラプソディー 安倍・福田・麻生から鳩山へ』（著者:業田良家）（2010年6月1日、七つ森書館）ISBN 9784822810122

## 論文
- CiNii収録論文 国立情報学研究所